# Segunda División de España 2025-26
La Segunda División de España 2025-26 (denominada LALIGA Hypermotion por motivos de patrocinio) es la 95.ª edición de la segunda competición del sistema de ligas de fútbol de España. Organizado por la Liga Nacional de Fútbol Profesional (LALIGA), el torneo comenzó el 15 de agosto de 2025 y su fase regular finalizará el 31 de mayo de 2026, jugándose la segunda fase del campeonato, consistente en la promoción de ascenso a Primera División, durante el mes de junio de 2026.

## Sistema de competición
La competición consta de un grupo único integrado por veintidós clubes de toda la geografía española. Siguiendo un sistema de liga, los veintidós equipos se enfrentan todos contra todos en dos ocasiones, una en campo propio y otra en campo contrario, sumando un total de 42 jornadas. El orden de los encuentros se decide por sorteo antes de empezar la competición y la clasificación final se establece teniendo en cuenta los puntos obtenidos en cada enfrentamiento, a razón de tres por partido ganado, uno por empate y ninguno en caso de derrota. 
- Si al finalizar el campeonato dos equipos igualan a puntos, los mecanismos para desempatar la clasificación son los siguientes:

1. Mayor diferencia entre goles a favor y en contra en los enfrentamientos entre ambos.
2. Mayor diferencia de goles a favor y en contra en todos los encuentros del campeonato.
3. Mayor número de goles a favor teniendo en cuenta todos los encuentros del campeonato.
4. Mejor clasificación en los criterios del juego limpio.
5. Partido de desempate en campo neutral, designado por la RFEF, siguiendo los criterios recogidos en el Reglamento General.

- Si el empate a puntos se produce entre tres o más clubes, los mecanismos para desempatar la clasificación son los siguientes:

1. Mayor puntuación a tenor de los resultados de los partidos jugados entre sí por los clubes implicados.
2. Mayor diferencia de goles a favor y en contra, considerando únicamente los partidos jugados entre sí por los clubes implicados.
3. Mayor diferencia de goles a favor y en contra teniendo en cuenta todos los encuentros del campeonato.
4. Mayor número de goles a favor teniendo en cuenta todos los encuentros del campeonato.
5. Mejor clasificación en los criterios del juego limpio.
6. Partido de desempate en campo neutral, designado por la RFEF, siguiendo los criterios recogidos en el Reglamento General.

Cabe destacar que los criterios de desempate para empates múltiples tienen carácter excluyente, es decir, si algún criterio resuelve el desempate de forma parcial se seguirán aplicando los sucesivos criterios para los equipos que aún continúen en igualdad.

### Efectos de la clasificación
El equipo que más puntos sume al final del campeonato será proclamado campeón de Segunda División y junto al segundo clasificado obtendrá de forma directa una plaza en la próxima edición de Primera División. Los cuatro siguientes clasificados (3.ª a 6.ª posiciones) disputarán la promoción de ascenso a Primera División por eliminación directa a doble partido, cuyo vencedor obtendrá también el ascenso de categoría. Ninguno de los dos métodos de ascenso contemplan la participación de equipos filiales. Por otra parte, los cuatro últimos clasificados descenderán a Primera Federación. Estas siete plazas son ocupadas el año siguiente por tres equipos descendidos de Primera División y cuatro equipos ascendidos de Primera Federación.

## Equipos participantes

### Ascensos y descensos
Un total de veintidós equipos disputan la liga: quince equipos que permanecen de la temporada anterior, tres equipos descendidos de la Primera División de España 2024-25 y cuatro equipos ascendidos de la Primera Federación 2024-25, de los cuales dos ascienden como campeones de grupo y los otros dos tras superar una promoción de ascenso. La siguiente tabla muestra los intercambios de plazas previos al comienzo de la temporada actual:
| Pos. | Ascendidos a Primera División |
| ---- | ----------------------------- |
| 1.°  | Levante U. D.                 |
| 2.º  | Elche C. F.                   |
| 3.º  | Real Oviedo                   |

| Pos.     | Ascendidos de 1.ª Federación |
| -------- | ---------------------------- |
| 1.º (I)  | Cultural y Deportiva Leonesa |
| 1.º (II) | A. D. Ceuta F. C.            |
| 3.º (I)  | Real Sociedad "B"            |
| 4.º (I)  | F. C. Andorra                |

| Pos. | Descendidos de Primera División |
| ---- | ------------------------------- |
| 18.º | C. D. Leganés                   |
| 19.º | U. D. Las Palmas                |
| 20.º | Real Valladolid C. F.           |

| Pos. | Descendidos a 1.ª Federación |
| ---- | ---------------------------- |
| 19.° | Club Deportivo Eldense       |
| 20.º | C. D. Tenerife               |
| 21.º | Racing de Ferrol             |
| 22.º | F. C. Cartagena              |

### Equipos por comunidad autónoma
| N.° | Comunidad autónoma   | Equipos                                              |
| --- | -------------------- | ---------------------------------------------------- |
| 5   | Andalucía            | Almería, Cádiz, Córdoba, Granada y Málaga            |
| 4   | Castilla y León      | Burgos, Cultural Leonesa, Mirandés y Real Valladolid |
| 2   | Aragón               | Huesca y Real Zaragoza                               |
| 2   | País Vasco           | Eibar y Real Sociedad "B"                            |
| 1   | Andorra              | Andorra                                              |
| 1   | Asturias             | Sporting de Gijón                                    |
| 1   | Canarias             | Las Palmas                                           |
| 1   | Cantabria            | Racing de Santander                                  |
| 1   | Castilla-La Mancha   | Albacete                                             |
| 1   | Ceuta                | Ceuta                                                |
| 1   | Comunidad de Madrid  | Leganés                                              |
| 1   | Comunidad Valenciana | Castellón                                            |
| 1   | Galicia              | Deportivo de La Coruña                               |

### Información
| Equipo                 | Ciudad                     | Entrenador                 | Capitán           | Estadio                           | Capacidad | Proveedor | Patrocinador       |
| ---------------------- | -------------------------- | -------------------------- | ----------------- | --------------------------------- | --------- | --------- | ------------------ |
| Albacete               | Albacete                   | Alberto González Fernández | Bernabé Barragán  | Carlos Belmonte                   | 18 000    | Adidas    | Globalcaja         |
| Almería                | Almería                    | Rubi                       | Fernando Martínez | UD Almería Stadium                | 18 331    | Macron    | DAZN               |
| Andorra                | Andorra la Vieja           | Ibai Gómez                 | Nico Ratti        | Estadio de la FAF                 | 5600      | Nike      | Morabanc Grup      |
| Burgos                 | Burgos                     | Luis Miguel Ramis          | Unai Elgezabal    | El Plantío                        | 12 194    | Macron    | DIGI               |
| Cádiz                  | Cádiz                      | Gaizka Garitano            | Álex Fernández    | Nuevo Mirandilla                  | 20 724    | Macron    | Silbö Telecom      |
| Castellón              | Castellón de la Plana      | Johan Plat                 | Salva Ruiz        | Skyfi Castalia                    | 15 500    | Errea     | Pudgy Penguins     |
| Ceuta                  | Ceuta                      | José Juan Romero           | Martín Bellotti   | Alfonso Murube                    | 6500      | Macron    | Ceuta              |
| Córdoba                | Córdoba                    | Iván Ania                  | Carlos Marín      | Bahrain Victorious Nuevo Arcángel | 21 822    | Joma      | Bahrain Victorious |
| Cultural Leonesa       | León                       | Raúl Llona                 | Kevin Presa       | Reino de León                     | 13 346    | Kappa     | Aspire Academy     |
| Deportivo de La Coruña | La Coruña                  | Antonio Hidalgo            | Diego Villares    | Abanca-Riazor                     | 32 490    | Kappa     | Estrella Galicia   |
| Eibar                  | Éibar                      | Beñat San José             | Anaitz Arbilla    | Ipurúa                            | 8164      | Hummel    | Eibho              |
| Granada                | Granada                    | Pacheta                    | Lucas Boyé        | Nuevo Los Cármenes                | 19 336    | Adidas    | Saiko              |
| Huesca                 | Huesca                     | Sergi Guilló               | Jorge Pulido      | El Alcoraz                        | 9128      | Soka      | Huesca La Magia    |
| Las Palmas             | Las Palmas de Gran Canaria | Luis García                | Kirian Rodríguez  | Estadio de Gran Canaria           | 32 400    | Hummel    | Gran Canaria       |
| Leganés                | Leganés                    | Paco López                 | Sergio González   | Municipal de Butarque             | 13 089    | Joma      | Ontime             |
| Málaga                 | Málaga                     | Sergio Pellicer            | Ramón Enríquez    | La Rosaleda                       | 30 044    | Hummel    | Málaga             |
| Mirandés               | Miranda de Ebro            | Fran Justo                 | Sergio Postigo    | Anduva                            | 5759      | Adidas    | Miranda Empresas   |
| Racing de Santander    | Santander                  | José Alberto López         | Íñigo Sainz-Maza  | El Sardinero                      | 21 514    | Austral   | Eni Plenitude      |
| Real Sociedad "B"      | San Sebastián              | Ion Ansotegi               | Mikel Goti        | Instalaciones de Zubieta          | 2500      | Macron    | Amenabar           |
| Real Valladolid        | Valladolid                 | Guillermo Almada           | Anuar Tuhami      | José Zorrilla                     | 27 618    | Kappa     | Estrella Galicia   |
| Real Zaragoza          | Zaragoza                   | Gabi Fernández             | Francho Serrano   | Ibercaja Estadio                  | 20 103    | Adidas    | Caravan Fragancias |
| Sporting de Gijón      | Gijón                      | Asier Garitano             | Rubén Yáñez       | El Molinón                        | 30 000    | Puma      | Siroko             |

### Cambios de entrenadores
| Equipo                 | Entrenador (Jornadas) | Fecha de vacante    | Tipo de salida    | Posición en la tabla | Entrenador entrante | Fecha de nombramiento |
| ---------------------- | --------------------- | ------------------- | ----------------- | -------------------- | ------------------- | --------------------- |
| Leganés                | Borja Jiménez         | 26 de mayo de 2025  | Fin de contrato   | Pretemporada         | Paco López          | 10 de junio de 2025   |
| Real Sociedad "B"      | Sergio Francisco      | 26 de mayo de 2025  | Promoción interna | Pretemporada         | Ion Ansotegi        | 29 de mayo de 2025    |
| Huesca                 | Antonio Hidalgo       | 31 de mayo de 2025  | Fin de contrato   | Pretemporada         | Sergi Guilló        | 13 de junio de 2025   |
| Real Valladolid        | Álvaro Rubio          | 4 de junio de 2025  | Destitución       | Pretemporada         | Guillermo Almada    | 8 de julio de 2025    |
| Las Palmas             | Diego Martínez        | 5 de junio de 2025  | Fin de contrato   | Pretemporada         | Luis García         | 7 de junio de 2025    |
| Deportivo de La Coruña | Óscar Gilsanz         | 9 de junio de 2025  | Fin de contrato   | Pretemporada         | Antonio Hidalgo     | 10 de junio de 2025   |
| Mirandés               | Alessio Lisci         | 23 de junio de 2025 | Fin de contrato   | Pretemporada         | Fran Justo          | 30 de junio de 2025   |
| Andorra                | Beto Company          | 25 de junio de 2025 | Fin de contrato   | Pretemporada         | Ibai Gómez          | 25 de junio de 2025   |

## Árbitros
1. Adrián Cordero Vega
2. Alejandro Morilla Turrión
3. Alejandro Ojaos Valera
4. Alejandro Quintero González
5. Álvaro Moreno Aragón
6. Alonso de Ena Wolf
7. Andrés Fuentes Molina
8. Dámaso Arcediano Monescillo
9. Daniel Jesús Trujillo Suárez
10. Germán Cid Camacho
11. Gorka Etayo Herrera
12. Iván Caparrós Hernández
13. Jon Ander González Esteban
14. José Antonio López Toca
15. Luis Bestard Servera
16. Luis Mario Milla Alvendiz
17. Manuel Jesús Orellana Cid
18. Miguel González Díaz
19. Rafael Sánchez López
20. Raúl Martín González Francés
21. Saúl Ais Reig
22. Salvador Lax Franco

## Desarrollo

### Clasificación
| Pos. | Equipo                       | Pts. | PJ | G | E | P | GF | GC | Dif. | Clasificación 2026-27                   |
| ---- | ---------------------------- | ---- | -- | - | - | - | -- | -- | ---- | --------------------------------------- |
| 1    | Burgos C. F.                 | 3    | 1  | 1 | 0 | 0 | 5  | 1  | +4   | Ascenso a Primera División              |
| 2    | Real Valladolid C. F.        | 3    | 1  | 1 | 0 | 0 | 3  | 0  | +3   | Ascenso a Primera División              |
| 3    | Deportivo de La Coruña       | 3    | 1  | 1 | 0 | 0 | 3  | 1  | +2   | Promoción de ascenso a Primera División |
| 4    | Racing de Santander          | 3    | 1  | 1 | 0 | 0 | 3  | 1  | +2   | Promoción de ascenso a Primera División |
| 5    | Sporting de Gijón            | 3    | 1  | 1 | 0 | 0 | 2  | 1  | +1   | Promoción de ascenso a Primera División |
| 6    | Real Sociedad "B"            | 3    | 1  | 1 | 0 | 0 | 1  | 0  | +1   | Promoción de ascenso a Primera División |
| 7    | Cádiz C. F.                  | 3    | 1  | 1 | 0 | 0 | 1  | 0  | +1   |                                         |
| 8    | Albacete Balompié            | 1    | 1  | 0 | 1 | 0 | 4  | 4  | 0    |                                         |
| 9    | U. D. Almería                | 1    | 1  | 0 | 1 | 0 | 4  | 4  | 0    |                                         |
| 10   | C. D. Leganés                | 1    | 1  | 0 | 1 | 0 | 1  | 1  | 0    |                                         |
| 11   | S. D. Eibar                  | 1    | 1  | 0 | 1 | 0 | 1  | 1  | 0    |                                         |
| 12   | F. C. Andorra                | 1    | 1  | 0 | 1 | 0 | 1  | 1  | 0    |                                         |
| 13   | U. D. Las Palmas             | 1    | 1  | 0 | 1 | 0 | 1  | 1  | 0    |                                         |
| 14   | S. D. Huesca                 | 1    | 1  | 0 | 1 | 0 | 1  | 1  | 0    |                                         |
| 15   | Málaga C. F.                 | 1    | 1  | 0 | 1 | 0 | 1  | 1  | 0    |                                         |
| 16   | Córdoba C. F.                | 0    | 1  | 0 | 0 | 1 | 1  | 2  | −1   |                                         |
| 17   | C. D. Mirandés               | 0    | 1  | 0 | 0 | 1 | 0  | 1  | −1   |                                         |
| 18   | Real Zaragoza                | 0    | 1  | 0 | 0 | 1 | 0  | 1  | −1   |                                         |
| 19   | C. D. Castellón              | 0    | 1  | 0 | 0 | 1 | 1  | 3  | −2   | Descenso a Primera Federación           |
| 20   | Granada C. F.                | 0    | 1  | 0 | 0 | 1 | 1  | 3  | −2   | Descenso a Primera Federación           |
| 21   | A. D. Ceuta F. C.            | 0    | 1  | 0 | 0 | 1 | 0  | 3  | −3   | Descenso a Primera Federación           |
| 22   | Cultural y Deportiva Leonesa | 0    | 1  | 0 | 0 | 1 | 1  | 5  | −4   | Descenso a Primera Federación           |

Actualizado a los partidos jugados el 18 de agosto de 2025.
 Fuente: LaLiga Hypermotion
Criterios de clasificación: Puntos · Enfrentamientos directos · Diferencia de goles en enfrentamientos directos · Diferencia de goles · Goles a favor

### Evolución de la clasificación
| Jornada / Equipo | 1  | 2 | 3 | 4 | 5 | 6 | 7 | 8 | 9 | 10 | 11 | 12 | 13 | 14 | 15 | 16 | 17 | 18 | 19 | 20 | 21 | 22 | 23 | 24 | 25 | 26 | 27 | 28 | 29 | 30 | 31 | 32 | 33 | 34 | 35 | 36 | 37 | 38 | 39 | 40 | 41 | 42 |
| Jornada / Equipo |    |   |   |   |   |   |   |   |   |    |    |    |    |    |    |    |    |    |    |    |    |    |    |    |    |    |    |    |    |    |    |    |    |    |    |    |    |    |    |    |    |    |
| ---------------- | -- | - | - | - | - | - | - | - | - | -- | -- | -- | -- | -- | -- | -- | -- | -- | -- | -- | -- | -- | -- | -- | -- | -- | -- | -- | -- | -- | -- | -- | -- | -- | -- | -- | -- | -- | -- | -- | -- | -- |
| Burgos           | 1  |   |   |   |   |   |   |   |   |    |    |    |    |    |    |    |    |    |    |    |    |    |    |    |    |    |    |    |    |    |    |    |    |    |    |    |    |    |    |    |    |    |
| Valladolid       | 2  |   |   |   |   |   |   |   |   |    |    |    |    |    |    |    |    |    |    |    |    |    |    |    |    |    |    |    |    |    |    |    |    |    |    |    |    |    |    |    |    |    |
| Deportivo        | 3  |   |   |   |   |   |   |   |   |    |    |    |    |    |    |    |    |    |    |    |    |    |    |    |    |    |    |    |    |    |    |    |    |    |    |    |    |    |    |    |    |    |
| Racing           | 4  |   |   |   |   |   |   |   |   |    |    |    |    |    |    |    |    |    |    |    |    |    |    |    |    |    |    |    |    |    |    |    |    |    |    |    |    |    |    |    |    |    |
| Sporting         | 5  |   |   |   |   |   |   |   |   |    |    |    |    |    |    |    |    |    |    |    |    |    |    |    |    |    |    |    |    |    |    |    |    |    |    |    |    |    |    |    |    |    |
| Cádiz            | 6  |   |   |   |   |   |   |   |   |    |    |    |    |    |    |    |    |    |    |    |    |    |    |    |    |    |    |    |    |    |    |    |    |    |    |    |    |    |    |    |    |    |
| Real "B"         | 7  |   |   |   |   |   |   |   |   |    |    |    |    |    |    |    |    |    |    |    |    |    |    |    |    |    |    |    |    |    |    |    |    |    |    |    |    |    |    |    |    |    |
| Albacete         | 8  |   |   |   |   |   |   |   |   |    |    |    |    |    |    |    |    |    |    |    |    |    |    |    |    |    |    |    |    |    |    |    |    |    |    |    |    |    |    |    |    |    |
| Almería          | 9  |   |   |   |   |   |   |   |   |    |    |    |    |    |    |    |    |    |    |    |    |    |    |    |    |    |    |    |    |    |    |    |    |    |    |    |    |    |    |    |    |    |
| Leganés          | 10 |   |   |   |   |   |   |   |   |    |    |    |    |    |    |    |    |    |    |    |    |    |    |    |    |    |    |    |    |    |    |    |    |    |    |    |    |    |    |    |    |    |
| Eibar            | 11 |   |   |   |   |   |   |   |   |    |    |    |    |    |    |    |    |    |    |    |    |    |    |    |    |    |    |    |    |    |    |    |    |    |    |    |    |    |    |    |    |    |
| Andorra          | 12 |   |   |   |   |   |   |   |   |    |    |    |    |    |    |    |    |    |    |    |    |    |    |    |    |    |    |    |    |    |    |    |    |    |    |    |    |    |    |    |    |    |
| Las Palmas       | 13 |   |   |   |   |   |   |   |   |    |    |    |    |    |    |    |    |    |    |    |    |    |    |    |    |    |    |    |    |    |    |    |    |    |    |    |    |    |    |    |    |    |
| Huesca           | 14 |   |   |   |   |   |   |   |   |    |    |    |    |    |    |    |    |    |    |    |    |    |    |    |    |    |    |    |    |    |    |    |    |    |    |    |    |    |    |    |    |    |
| Málaga           | 15 |   |   |   |   |   |   |   |   |    |    |    |    |    |    |    |    |    |    |    |    |    |    |    |    |    |    |    |    |    |    |    |    |    |    |    |    |    |    |    |    |    |
| Córdoba          | 16 |   |   |   |   |   |   |   |   |    |    |    |    |    |    |    |    |    |    |    |    |    |    |    |    |    |    |    |    |    |    |    |    |    |    |    |    |    |    |    |    |    |
| Mirandés         | 17 |   |   |   |   |   |   |   |   |    |    |    |    |    |    |    |    |    |    |    |    |    |    |    |    |    |    |    |    |    |    |    |    |    |    |    |    |    |    |    |    |    |
| Zaragoza         | 18 |   |   |   |   |   |   |   |   |    |    |    |    |    |    |    |    |    |    |    |    |    |    |    |    |    |    |    |    |    |    |    |    |    |    |    |    |    |    |    |    |    |
| Castellón        | 19 |   |   |   |   |   |   |   |   |    |    |    |    |    |    |    |    |    |    |    |    |    |    |    |    |    |    |    |    |    |    |    |    |    |    |    |    |    |    |    |    |    |
| Granada          | 20 |   |   |   |   |   |   |   |   |    |    |    |    |    |    |    |    |    |    |    |    |    |    |    |    |    |    |    |    |    |    |    |    |    |    |    |    |    |    |    |    |    |
| Ceuta            | 21 |   |   |   |   |   |   |   |   |    |    |    |    |    |    |    |    |    |    |    |    |    |    |    |    |    |    |    |    |    |    |    |    |    |    |    |    |    |    |    |    |    |
| Cultural         | 22 |   |   |   |   |   |   |   |   |    |    |    |    |    |    |    |    |    |    |    |    |    |    |    |    |    |    |    |    |    |    |    |    |    |    |    |    |    |    |    |    |    |

* Indica que la posición fue provisional en dicha jornada al tratarse de un equipo con un número distinto de partidos disputados con respecto a la mayoría de participantes.

## Resultados
| Jornada 1             | Jornada 1 | Jornada 1                    | Jornada 1               | Jornada 1    | Jornada 1 | Jornada 1    | Jornada 1              | Jornada 1  | Jornada 1 |
| Local                 | Resultado | Visitante                    | Estadio                 | Fecha        | Hora      | Espectadores | Árbitro                | Amonestado | Expulsado |
| --------------------- | --------- | ---------------------------- | ----------------------- | ------------ | --------- | ------------ | ---------------------- | ---------- | --------- |
| Real Valladolid C. F. | 3 – 0     | A. D. Ceuta F. C.            | José Zorrilla           | 15 de agosto | 21:30     | 14 584       | Sergiu Claudiu Muresan | 5          | 0         |
| Burgos C. F.          | 5 – 1     | Cultural y Deportiva Leonesa | El Plantío              | 15 de agosto | 21:30     | 10 435       | Jon Ander González     | 2          | 1         |
| Racing de Santander   | 3 – 1     | C. D. Castellón              | El Sardinero            | 16 de agosto | 17:00     | 21 796       | Dámaso Arcediano       | 3          | 1         |
| Málaga C. F.          | 1 – 1     | S. D. Eibar                  | La Rosaleda             | 16 de agosto | 19:30     | 24 819       | Saúl Ais               | 4          | 0         |
| Granada C. F.         | 1 – 3     | Deportivo de La Coruña       | Nuevo Los Cármenes      | 16 de agosto | 21:30     | 13 824       | Daniel Palencia        | 5          | 1         |
| Real Sociedad "B"     | 1 – 0     | Real Zaragoza                | Reale Arena             | 17 de agosto | 17:00     | 6323         | Miguel González        | 6          | 0         |
| Cádiz C. F.           | 1 – 0     | C. D. Mirandés               | Nuevo Mirandilla        | 17 de agosto | 19:30     | 15 674       | Gorka Etayo            | 5          | 1         |
| S. D. Huesca          | 1 – 1     | C. D. Leganés                | El Alcoraz              | 17 de agosto | 19:30     | 5568         | Marta Huerta           | 4          | 0         |
| U. D. Las Palmas      | 1 – 1     | F. C. Andorra                | Estadio de Gran Canaria | 17 de agosto | 21:30     | 19 664       | Luis Bestard           | 5          | 1         |
| Sporting de Gijón     | 2 – 1     | Córdoba C. F.                | El Molinón              | 18 de agosto | 19:00     | 24 896       | Álvaro Moreno          | 4          | 0         |
| U. D. Almería         | 4 – 4     | Albacete Balompié            | UD Almería Stadium      | 18 de agosto | 21:30     | 15 119       | Eder Mallo             | 5          | 0         |

| Jornada 2                    | Jornada 2 | Jornada 2             | Jornada 2        | Jornada 2    | Jornada 2 | Jornada 2    | Jornada 2 | Jornada 2  | Jornada 2 |
| Local                        | Resultado | Visitante             | Estadio          | Fecha        | Hora      | Espectadores | Árbitro   | Amonestado | Expulsado |
| ---------------------------- | --------- | --------------------- | ---------------- | ------------ | --------- | ------------ | --------- | ---------- | --------- |
| S. D. Eibar                  | vs        | Granada C. F.         | Ipurúa           | 22 de agosto | 19:30     |              |           |            |           |
| C. D. Castellón              | vs        | Real Valladolid C. F. | Skyfi Castalia   | 22 de agosto | 21:30     |              |           |            |           |
| C. D. Leganés                | vs        | Cádiz C. F.           | Butarque         | 22 de agosto | 21:30     |              |           |            |           |
| C. D. Mirandés               | vs        | S. D. Huesca          | Mendizorroza     | 23 de agosto | 17:00     |              |           |            |           |
| A. D. Ceuta F. C.            | vs        | Sporting de Gijón     | Alfonso Murube   | 23 de agosto | 19:00     |              |           |            |           |
| Real Zaragoza                | vs        | F. C. Andorra         | Ibercaja Estadio | 23 de agosto | 21:30     |              |           |            |           |
| Deportivo de La Coruña       | vs        | Burgos C. F.          | Abanca-Riazor    | 24 de agosto | 17:00     |              |           |            |           |
| Cultural y Deportiva Leonesa | vs        | U. D. Almería         | Reino de León    | 24 de agosto | 19:30     |              |           |            |           |
| Málaga C. F.                 | vs        | Real Sociedad "B"     | La Rosaleda      | 24 de agosto | 21:30     |              |           |            |           |
| Albacete Balompié            | vs        | Racing de Santander   | Carlos Belmonte  | 25 de agosto | 19:30     |              |           |            |           |
| Córdoba C. F.                | vs        | U. D. Las Palmas      | Nuevo Arcángel   | 25 de agosto | 21:30     |              |           |            |           |

| Jornada 3             | Jornada 3 | Jornada 3                    | Jornada 3                | Jornada 3       | Jornada 3 | Jornada 3    | Jornada 3 | Jornada 3  | Jornada 3 |
| Local                 | Resultado | Visitante                    | Estadio                  | Fecha           | Hora      | Espectadores | Árbitro   | Amonestado | Expulsado |
| --------------------- | --------- | ---------------------------- | ------------------------ | --------------- | --------- | ------------ | --------- | ---------- | --------- |
| Real Sociedad "B"     | vs        | U. D. Almería                | Instalaciones de Zubieta | 29 de agosto    | 19:30     |              |           |            |           |
| Sporting de Gijón     | vs        | Cultural y Deportiva Leonesa | El Molinón               | 29 de agosto    | 21:30     |              |           |            |           |
| Racing de Santander   | vs        | A. D. Ceuta F. C.            | El Sardinero             | 30 de agosto    | 17:00     |              |           |            |           |
| Real Valladolid C. F. | vs        | Córdoba C. F.                | José Zorrilla            | 30 de agosto    | 19:00     |              |           |            |           |
| C. D. Castellón       | vs        | Real Zaragoza                | Skyfi Castalia           | 30 de agosto    | 21:30     |              |           |            |           |
| F. C. Andorra         | vs        | Burgos C. F.                 | Estadio de la FAF        | 31 de agosto    | 17:00     |              |           |            |           |
| Cádiz C. F.           | vs        | Albacete Balompié            | Nuevo Mirandilla         | 31 de agosto    | 17:00     |              |           |            |           |
| U. D. Las Palmas      | vs        | Málaga C. F.                 | Estadio de Gran Canaria  | 31 de agosto    | 19:30     |              |           |            |           |
| Granada C. F.         | vs        | C. D. Mirandés               | Nuevo Los Cármenes       | 31 de agosto    | 21:30     |              |           |            |           |
| S. D. Huesca          | vs        | S. D. Eibar                  | El Alcoraz               | 1 de septiembre | 19:30     |              |           |            |           |
| C. D. Leganés         | vs        | Deportivo de La Coruña       | Butarque                 | 1 de septiembre | 21:30     |              |           |            |           |

| Jornada 4                    | Jornada 4 | Jornada 4             | Jornada 4                | Jornada 4       | Jornada 4 | Jornada 4    | Jornada 4 | Jornada 4  | Jornada 4 |
| Local                        | Resultado | Visitante             | Estadio                  | Fecha           | Hora      | Espectadores | Árbitro   | Amonestado | Expulsado |
| ---------------------------- | --------- | --------------------- | ------------------------ | --------------- | --------- | ------------ | --------- | ---------- | --------- |
| Albacete Balompié            | vs        | C. D. Mirandés        | Carlos Belmonte          | 5 de septiembre | 19:30     |              |           |            |           |
| Córdoba C. F.                | vs        | C. D. Castellón       | Nuevo Arcángel           | 5 de septiembre | 21:30     |              |           |            |           |
| Deportivo de La Coruña       | vs        | Sporting de Gijón     | Abanca-Riazor            | 6 de septiembre | 16:15     |              |           |            |           |
| Real Zaragoza                | vs        | Real Valladolid C. F. | Ibercaja Estadio         | 6 de septiembre | 18:30     |              |           |            |           |
| Málaga C. F.                 | vs        | Granada C. F.         | La Rosaleda              | 6 de septiembre | 21:00     |              |           |            |           |
| A. D. Ceuta F. C.            | vs        | S. D. Huesca          | Alfonso Murube           | 7 de septiembre | 14:00     |              |           |            |           |
| Burgos C. F.                 | vs        | U. D. Las Palmas      | El Plantío               | 7 de septiembre | 16:15     |              |           |            |           |
| Real Sociedad "B"            | vs        | Cádiz C. F.           | Instalaciones de Zubieta | 7 de septiembre | 16:15     |              |           |            |           |
| U. D. Almería                | vs        | Racing de Santander   | UD Almería Stadium       | 7 de septiembre | 18:30     |              |           |            |           |
| Cultural y Deportiva Leonesa | vs        | C. D. Leganés         | Reino de León            | 7 de septiembre | 18:30     |              |           |            |           |
| S. D. Eibar                  | vs        | F. C. Andorra         | Ipurúa                   | 8 de septiembre | 20:30     |              |           |            |           |

| Jornada 5             | Jornada 5 | Jornada 5                    | Jornada 5               | Jornada 5          | Jornada 5      | Jornada 5    | Jornada 5 | Jornada 5  | Jornada 5 |
| Local                 | Resultado | Visitante                    | Estadio                 | Fecha              | Hora           | Espectadores | Árbitro   | Amonestado | Expulsado |
| --------------------- | --------- | ---------------------------- | ----------------------- | ------------------ | -------------- | ------------ | --------- | ---------- | --------- |
| Cádiz C. F.           | vs        | S. D. Eibar                  | Nuevo Mirandilla        | ≈ 14 de septiembre | Por determinar |              |           |            |           |
| C. D. Castellón       | vs        | A. D. Ceuta F. C.            | Skyfi Castalia          | ≈ 14 de septiembre | Por determinar |              |           |            |           |
| Granada C. F.         | vs        | C. D. Leganés                | Nuevo Los Cármenes      | ≈ 14 de septiembre | Por determinar |              |           |            |           |
| S. D. Huesca          | vs        | Málaga C. F.                 | El Alcoraz              | ≈ 14 de septiembre | Por determinar |              |           |            |           |
| U. D. Las Palmas      | vs        | Real Sociedad "B"            | Estadio de Gran Canaria | ≈ 14 de septiembre | Por determinar |              |           |            |           |
| F. C. Andorra         | vs        | Córdoba C. F.                | Estadio de la FAF       | ≈ 14 de septiembre | Por determinar |              |           |            |           |
| Real Zaragoza         | vs        | Albacete Balompié            | Ibercaja Estadio        | ≈ 14 de septiembre | Por determinar |              |           |            |           |
| Sporting de Gijón     | vs        | Burgos C. F.                 | El Molinón              | ≈ 14 de septiembre | Por determinar |              |           |            |           |
| C. D. Mirandés        | vs        | Deportivo de La Coruña       | Mendizorroza            | ≈ 14 de septiembre | Por determinar |              |           |            |           |
| Racing de Santander   | vs        | Cultural y Deportiva Leonesa | El Sardinero            | ≈ 14 de septiembre | Por determinar |              |           |            |           |
| Real Valladolid C. F. | vs        | U. D. Almería                | José Zorrilla           | ≈ 14 de septiembre | Por determinar |              |           |            |           |

| Jornada 6                    | Jornada 6 | Jornada 6             | Jornada 6          | Jornada 6          | Jornada 6      | Jornada 6    | Jornada 6 | Jornada 6  | Jornada 6 |
| Local                        | Resultado | Visitante             | Estadio            | Fecha              | Hora           | Espectadores | Árbitro   | Amonestado | Expulsado |
| ---------------------------- | --------- | --------------------- | ------------------ | ------------------ | -------------- | ------------ | --------- | ---------- | --------- |
| Albacete Balompié            | vs        | Real Valladolid C. F. | Carlos Belmonte    | ≈ 21 de septiembre | Por determinar |              |           |            |           |
| Burgos C. F.                 | vs        | Granada C. F.         | El Plantío         | ≈ 21 de septiembre | Por determinar |              |           |            |           |
| A. D. Ceuta F. C.            | vs        | Real Zaragoza         | Alfonso Murube     | ≈ 21 de septiembre | Por determinar |              |           |            |           |
| Córdoba C. F.                | vs        | Racing de Santander   | Nuevo Arcángel     | ≈ 21 de septiembre | Por determinar |              |           |            |           |
| Deportivo de La Coruña       | vs        | S. D. Huesca          | Abanca-Riazor      | ≈ 21 de septiembre | Por determinar |              |           |            |           |
| S. D. Eibar                  | vs        | Real Sociedad "B"     | Ipurúa             | ≈ 21 de septiembre | Por determinar |              |           |            |           |
| C. D. Leganés                | vs        | U. D. Las Palmas      | Butarque           | ≈ 21 de septiembre | Por determinar |              |           |            |           |
| U. D. Almería                | vs        | Sporting de Gijón     | UD Almería Stadium | ≈ 21 de septiembre | Por determinar |              |           |            |           |
| F. C. Andorra                | vs        | C. D. Mirandés        | Estadio de la FAF  | ≈ 21 de septiembre | Por determinar |              |           |            |           |
| Málaga C. F.                 | vs        | Cádiz C. F.           | La Rosaleda        | ≈ 21 de septiembre | Por determinar |              |           |            |           |
| Cultural y Deportiva Leonesa | vs        | C. D. Castellón       | Reino de León      | ≈ 21 de septiembre | Por determinar |              |           |            |           |

| Jornada 7             | Jornada 7 | Jornada 7                    | Jornada 7                | Jornada 7          | Jornada 7      | Jornada 7    | Jornada 7 | Jornada 7  | Jornada 7 |
| Local                 | Resultado | Visitante                    | Estadio                  | Fecha              | Hora           | Espectadores | Árbitro   | Amonestado | Expulsado |
| --------------------- | --------- | ---------------------------- | ------------------------ | ------------------ | -------------- | ------------ | --------- | ---------- | --------- |
| Burgos C. F.          | vs        | Málaga C. F.                 | El Plantío               | ≈ 28 de septiembre | Por determinar |              |           |            |           |
| Cádiz C. F.           | vs        | A. D. Ceuta F. C.            | Nuevo Mirandilla         | ≈ 28 de septiembre | Por determinar |              |           |            |           |
| C. D. Mirandés        | vs        | Real Zaragoza                | Mendizorroza             | ≈ 28 de septiembre | Por determinar |              |           |            |           |
| Sporting de Gijón     | vs        | Albacete Balompié            | El Molinón               | ≈ 28 de septiembre | Por determinar |              |           |            |           |
| C. D. Leganés         | vs        | C. D. Castellón              | Butarque                 | ≈ 28 de septiembre | Por determinar |              |           |            |           |
| Real Sociedad "B"     | vs        | Córdoba C. F.                | Instalaciones de Zubieta | ≈ 28 de septiembre | Por determinar |              |           |            |           |
| S. D. Eibar           | vs        | Deportivo de La Coruña       | Ipurúa                   | ≈ 28 de septiembre | Por determinar |              |           |            |           |
| S. D. Huesca          | vs        | Granada C. F.                | El Alcoraz               | ≈ 28 de septiembre | Por determinar |              |           |            |           |
| Real Valladolid C. F. | vs        | Cultural y Deportiva Leonesa | José Zorrilla            | ≈ 28 de septiembre | Por determinar |              |           |            |           |
| U. D. Las Palmas      | vs        | U. D. Almería                | Estadio de Gran Canaria  | ≈ 28 de septiembre | Por determinar |              |           |            |           |
| Racing de Santander   | vs        | F. C. Andorra                | El Sardinero             | ≈ 28 de septiembre | Por determinar |              |           |            |           |

| Jornada 8                    | Jornada 8 | Jornada 8         | Jornada 8               | Jornada 8      | Jornada 8      | Jornada 8    | Jornada 8 | Jornada 8  | Jornada 8 |
| Local                        | Resultado | Visitante         | Estadio                 | Fecha          | Hora           | Espectadores | Árbitro   | Amonestado | Expulsado |
| ---------------------------- | --------- | ----------------- | ----------------------- | -------------- | -------------- | ------------ | --------- | ---------- | --------- |
| C. D. Castellón              | vs        | Sporting de Gijón | Skyfi Castalia          | ≈ 5 de octubre | Por determinar |              |           |            |           |
| A. D. Ceuta F. C.            | vs        | S. D. Eibar       | Alfonso Murube          | ≈ 5 de octubre | Por determinar |              |           |            |           |
| Granada C. F.                | vs        | Real Sociedad "B" | Nuevo Los Cármenes      | ≈ 5 de octubre | Por determinar |              |           |            |           |
| F. C. Andorra                | vs        | C. D. Leganés     | Estadio de la FAF       | ≈ 5 de octubre | Por determinar |              |           |            |           |
| Cultural y Deportiva Leonesa | vs        | Albacete Balompié | Reino de León           | ≈ 5 de octubre | Por determinar |              |           |            |           |
| S. D. Huesca                 | vs        | Burgos C. F.      | El Alcoraz              | ≈ 5 de octubre | Por determinar |              |           |            |           |
| U. D. Las Palmas             | vs        | Cádiz C. F.       | Estadio de Gran Canaria | ≈ 5 de octubre | Por determinar |              |           |            |           |
| Real Zaragoza                | vs        | Córdoba C. F.     | Ibercaja Estadio        | ≈ 5 de octubre | Por determinar |              |           |            |           |
| Racing de Santander          | vs        | Málaga C. F.      | El Sardinero            | ≈ 5 de octubre | Por determinar |              |           |            |           |
| Deportivo de La Coruña       | vs        | U. D. Almería     | Abanca-Riazor           | ≈ 5 de octubre | Por determinar |              |           |            |           |
| Real Valladolid C. F.        | vs        | C. D. Mirandés    | José Zorrilla           | ≈ 5 de octubre | Por determinar |              |           |            |           |

| Jornada 9         | Jornada 9 | Jornada 9                    | Jornada 9                | Jornada 9       | Jornada 9      | Jornada 9    | Jornada 9 | Jornada 9  | Jornada 9 |
| Local             | Resultado | Visitante                    | Estadio                  | Fecha           | Hora           | Espectadores | Árbitro   | Amonestado | Expulsado |
| ----------------- | --------- | ---------------------------- | ------------------------ | --------------- | -------------- | ------------ | --------- | ---------- | --------- |
| Albacete Balompié | vs        | A. D. Ceuta F. C.            | Carlos Belmonte          | ≈ 12 de octubre | Por determinar |              |           |            |           |
| Burgos C. F.      | vs        | Real Valladolid C. F.        | El Plantío               | ≈ 12 de octubre | Por determinar |              |           |            |           |
| Cádiz C. F.       | vs        | S. D. Huesca                 | Nuevo Mirandilla         | ≈ 12 de octubre | Por determinar |              |           |            |           |
| Córdoba C. F.     | vs        | Cultural y Deportiva Leonesa | Nuevo Arcángel           | ≈ 12 de octubre | Por determinar |              |           |            |           |
| Granada C. F.     | vs        | U. D. Las Palmas             | Nuevo Los Cármenes       | ≈ 12 de octubre | Por determinar |              |           |            |           |
| U. D. Almería     | vs        | Real Zaragoza                | UD Almería Stadium       | ≈ 12 de octubre | Por determinar |              |           |            |           |
| S. D. Eibar       | vs        | C. D. Castellón              | Ipurúa                   | ≈ 12 de octubre | Por determinar |              |           |            |           |
| Málaga C. F.      | vs        | Deportivo de La Coruña       | La Rosaleda              | ≈ 12 de octubre | Por determinar |              |           |            |           |
| C. D. Mirandés    | vs        | C. D. Leganés                | Mendizorroza             | ≈ 12 de octubre | Por determinar |              |           |            |           |
| Sporting de Gijón | vs        | Racing de Santander          | El Molinón               | ≈ 12 de octubre | Por determinar |              |           |            |           |
| Real Sociedad "B" | vs        | F. C. Andorra                | Instalaciones de Zubieta | ≈ 12 de octubre | Por determinar |              |           |            |           |

| Jornada 10            | Jornada 10 | Jornada 10                   | Jornada 10               | Jornada 10      | Jornada 10     | Jornada 10   | Jornada 10 | Jornada 10 | Jornada 10 |
| Local                 | Resultado  | Visitante                    | Estadio                  | Fecha           | Hora           | Espectadores | Árbitro    | Amonestado | Expulsado  |
| --------------------- | ---------- | ---------------------------- | ------------------------ | --------------- | -------------- | ------------ | ---------- | ---------- | ---------- |
| A. D. Ceuta F. C.     | vs         | C. D. Mirandés               | Alfonso Murube           | ≈ 19 de octubre | Por determinar |              |            |            |            |
| C. D. Leganés         | vs         | Málaga C. F.                 | Butarque                 | ≈ 19 de octubre | Por determinar |              |            |            |            |
| F. C. Andorra         | vs         | Granada C. F.                | Estadio de la FAF        | ≈ 19 de octubre | Por determinar |              |            |            |            |
| C. D. Castellón       | vs         | Albacete Balompié            | Skyfi Castalia           | ≈ 19 de octubre | Por determinar |              |            |            |            |
| Cádiz C. F.           | vs         | Burgos C. F.                 | Nuevo Mirandilla         | ≈ 19 de octubre | Por determinar |              |            |            |            |
| Racing de Santander   | vs         | Deportivo de La Coruña       | El Sardinero             | ≈ 19 de octubre | Por determinar |              |            |            |            |
| U. D. Las Palmas      | vs         | S. D. Eibar                  | Estadio de Gran Canaria  | ≈ 19 de octubre | Por determinar |              |            |            |            |
| Real Sociedad "B"     | vs         | S. D. Huesca                 | Instalaciones de Zubieta | ≈ 19 de octubre | Por determinar |              |            |            |            |
| Real Zaragoza         | vs         | Cultural y Deportiva Leonesa | Ibercaja Estadio         | ≈ 19 de octubre | Por determinar |              |            |            |            |
| Real Valladolid C. F. | vs         | Sporting de Gijón            | José Zorrilla            | ≈ 19 de octubre | Por determinar |              |            |            |            |
| Córdoba C. F.         | vs         | U. D. Almería                | Nuevo Arcángel           | ≈ 19 de octubre | Por determinar |              |            |            |            |

| Jornada 11                   | Jornada 11 | Jornada 11            | Jornada 11         | Jornada 11      | Jornada 11     | Jornada 11   | Jornada 11 | Jornada 11 | Jornada 11 |
| Local                        | Resultado  | Visitante             | Estadio            | Fecha           | Hora           | Espectadores | Árbitro    | Amonestado | Expulsado  |
| ---------------------------- | ---------- | --------------------- | ------------------ | --------------- | -------------- | ------------ | ---------- | ---------- | ---------- |
| Albacete Balompié            | vs         | Córdoba C. F.         | Carlos Belmonte    | ≈ 26 de octubre | Por determinar |              |            |            |            |
| Burgos C. F.                 | vs         | Real Sociedad "B"     | El Plantío         | ≈ 26 de octubre | Por determinar |              |            |            |            |
| Deportivo de La Coruña       | vs         | Real Valladolid C. F. | Abanca-Riazor      | ≈ 26 de octubre | Por determinar |              |            |            |            |
| S. D. Eibar                  | vs         | C. D. Leganés         | Ipurúa             | ≈ 26 de octubre | Por determinar |              |            |            |            |
| S. D. Huesca                 | vs         | U. D. Las Palmas      | El Alcoraz         | ≈ 26 de octubre | Por determinar |              |            |            |            |
| Sporting de Gijón            | vs         | Real Zaragoza         | El Molinón         | ≈ 26 de octubre | Por determinar |              |            |            |            |
| U. D. Almería                | vs         | C. D. Castellón       | UD Almería Stadium | ≈ 26 de octubre | Por determinar |              |            |            |            |
| C. D. Mirandés               | vs         | Racing de Santander   | Mendizorroza       | ≈ 26 de octubre | Por determinar |              |            |            |            |
| Granada C. F.                | vs         | Cádiz C. F.           | Nuevo Los Cármenes | ≈ 26 de octubre | Por determinar |              |            |            |            |
| Cultural y Deportiva Leonesa | vs         | A. D. Ceuta F. C.     | Reino de León      | ≈ 26 de octubre | Por determinar |              |            |            |            |
| Málaga C. F.                 | vs         | F. C. Andorra         | La Rosaleda        | ≈ 26 de octubre | Por determinar |              |            |            |            |

| Jornada 12                   | Jornada 12 | Jornada 12             | Jornada 12         | Jornada 12       | Jornada 12     | Jornada 12   | Jornada 12 | Jornada 12 | Jornada 12 |
| Local                        | Resultado  | Visitante              | Estadio            | Fecha            | Hora           | Espectadores | Árbitro    | Amonestado | Expulsado  |
| ---------------------------- | ---------- | ---------------------- | ------------------ | ---------------- | -------------- | ------------ | ---------- | ---------- | ---------- |
| Albacete Balompié            | vs         | S. D. Huesca           | Carlos Belmonte    | ≈ 2 de noviembre | Por determinar |              |            |            |            |
| C. D. Castellón              | vs         | Málaga C. F.           | Skyfi Castalia     | ≈ 2 de noviembre | Por determinar |              |            |            |            |
| Cultural y Deportiva Leonesa | vs         | C. D. Mirandés         | Reino de León      | ≈ 2 de noviembre | Por determinar |              |            |            |            |
| Racing de Santander          | vs         | Real Sociedad "B"      | El Sardinero       | ≈ 2 de noviembre | Por determinar |              |            |            |            |
| U. D. Almería                | vs         | S. D. Eibar            | UD Almería Stadium | ≈ 2 de noviembre | Por determinar |              |            |            |            |
| F. C. Andorra                | vs         | Cádiz C. F.            | Estadio de la FAF  | ≈ 2 de noviembre | Por determinar |              |            |            |            |
| C. D. Leganés                | vs         | Burgos C. F.           | Butarque           | ≈ 2 de noviembre | Por determinar |              |            |            |            |
| Córdoba C. F.                | vs         | A. D. Ceuta F. C.      | Nuevo Arcángel     | ≈ 2 de noviembre | Por determinar |              |            |            |            |
| Real Zaragoza                | vs         | Deportivo de La Coruña | Ibercaja Estadio   | ≈ 2 de noviembre | Por determinar |              |            |            |            |
| Real Valladolid C. F.        | vs         | Granada C. F.          | José Zorrilla      | ≈ 2 de noviembre | Por determinar |              |            |            |            |
| Sporting de Gijón            | vs         | U. D. Las Palmas       | El Molinón         | ≈ 2 de noviembre | Por determinar |              |            |            |            |

| Jornada 13             | Jornada 13 | Jornada 13                   | Jornada 13               | Jornada 13       | Jornada 13     | Jornada 13   | Jornada 13 | Jornada 13 | Jornada 13 |
| Local                  | Resultado  | Visitante                    | Estadio                  | Fecha            | Hora           | Espectadores | Árbitro    | Amonestado | Expulsado  |
| ---------------------- | ---------- | ---------------------------- | ------------------------ | ---------------- | -------------- | ------------ | ---------- | ---------- | ---------- |
| Burgos C. F.           | vs         | C. D. Castellón              | El Plantío               | ≈ 9 de noviembre | Por determinar |              |            |            |            |
| Cádiz C. F.            | vs         | Real Valladolid C. F.        | Nuevo Mirandilla         | ≈ 9 de noviembre | Por determinar |              |            |            |            |
| Deportivo de La Coruña | vs         | Cultural y Deportiva Leonesa | Abanca-Riazor            | ≈ 9 de noviembre | Por determinar |              |            |            |            |
| Granada C. F.          | vs         | Real Zaragoza                | Nuevo Los Cármenes       | ≈ 9 de noviembre | Por determinar |              |            |            |            |
| U. D. Las Palmas       | vs         | Racing de Santander          | Estadio de Gran Canaria  | ≈ 9 de noviembre | Por determinar |              |            |            |            |
| C. D. Mirandés         | vs         | Sporting de Gijón            |                          | ≈ 9 de noviembre | Por determinar |              |            |            |            |
| S. D. Eibar            | vs         | Albacete Balompié            | Ipurúa                   | ≈ 9 de noviembre | Por determinar |              |            |            |            |
| Málaga C. F.           | vs         | Córdoba C. F.                | La Rosaleda              | ≈ 9 de noviembre | Por determinar |              |            |            |            |
| Real Sociedad "B"      | vs         | C. D. Leganés                | Instalaciones de Zubieta | ≈ 9 de noviembre | Por determinar |              |            |            |            |
| A. D. Ceuta F. C.      | vs         | U. D. Almería                | Alfonso Murube           | ≈ 9 de noviembre | Por determinar |              |            |            |            |
| S. D. Huesca           | vs         | F. C. Andorra                | El Alcoraz               | ≈ 9 de noviembre | Por determinar |              |            |            |            |

| Jornada 14                   | Jornada 14 | Jornada 14             | Jornada 14         | Jornada 14        | Jornada 14     | Jornada 14   | Jornada 14 | Jornada 14 | Jornada 14 |
| Local                        | Resultado  | Visitante              | Estadio            | Fecha             | Hora           | Espectadores | Árbitro    | Amonestado | Expulsado  |
| ---------------------------- | ---------- | ---------------------- | ------------------ | ----------------- | -------------- | ------------ | ---------- | ---------- | ---------- |
| Albacete Balompié            | vs         | F. C. Andorra          | Carlos Belmonte    | ≈ 16 de noviembre | Por determinar |              |            |            |            |
| C. D. Castellón              | vs         | Real Sociedad "B"      | Skyfi Castalia     | ≈ 16 de noviembre | Por determinar |              |            |            |            |
| A. D. Ceuta F. C.            | vs         | C. D. Leganés          | Alfonso Murube     | ≈ 16 de noviembre | Por determinar |              |            |            |            |
| Córdoba C. F.                | vs         | Deportivo de La Coruña | Nuevo Arcángel     | ≈ 16 de noviembre | Por determinar |              |            |            |            |
| Cultural y Deportiva Leonesa | vs         | Málaga C. F.           | Reino de León      | ≈ 16 de noviembre | Por determinar |              |            |            |            |
| U. D. Almería                | vs         | Cádiz C. F.            | UD Almería Stadium | ≈ 16 de noviembre | Por determinar |              |            |            |            |
| C. D. Mirandés               | vs         | Burgos C. F.           |                    | ≈ 16 de noviembre | Por determinar |              |            |            |            |
| Sporting de Gijón            | vs         | S. D. Eibar            | El Molinón         | ≈ 16 de noviembre | Por determinar |              |            |            |            |
| Racing de Santander          | vs         | Granada C. F.          | El Sardinero       | ≈ 16 de noviembre | Por determinar |              |            |            |            |
| Real Zaragoza                | vs         | S. D. Huesca           | Ibercaja Estadio   | ≈ 16 de noviembre | Por determinar |              |            |            |            |
| Real Valladolid C. F.        | vs         | U. D. Las Palmas       | José Zorrilla      | ≈ 16 de noviembre | Por determinar |              |            |            |            |

| Jornada 15             | Jornada 15 | Jornada 15                   | Jornada 15               | Jornada 15        | Jornada 15     | Jornada 15   | Jornada 15 | Jornada 15 | Jornada 15 |
| Local                  | Resultado  | Visitante                    | Estadio                  | Fecha             | Hora           | Espectadores | Árbitro    | Amonestado | Expulsado  |
| ---------------------- | ---------- | ---------------------------- | ------------------------ | ----------------- | -------------- | ------------ | ---------- | ---------- | ---------- |
| Burgos C. F.           | vs         | Racing de Santander          | El Plantío               | ≈ 23 de noviembre | Por determinar |              |            |            |            |
| Cádiz C. F.            | vs         | Cultural y Deportiva Leonesa | Nuevo Mirandilla         | ≈ 23 de noviembre | Por determinar |              |            |            |            |
| S. D. Eibar            | vs         | Real Zaragoza                | Ipurúa                   | ≈ 23 de noviembre | Por determinar |              |            |            |            |
| S. D. Huesca           | vs         | Sporting de Gijón            | El Alcoraz               | ≈ 23 de noviembre | Por determinar |              |            |            |            |
| Málaga C. F.           | vs         | C. D. Mirandés               | La Rosaleda              | ≈ 23 de noviembre | Por determinar |              |            |            |            |
| F. C. Andorra          | vs         | C. D. Castellón              | Estadio de la FAF        | ≈ 23 de noviembre | Por determinar |              |            |            |            |
| Real Sociedad "B"      | vs         | Real Valladolid C. F.        | Instalaciones de Zubieta | ≈ 23 de noviembre | Por determinar |              |            |            |            |
| U. D. Las Palmas       | vs         | Albacete Balompié            | Estadio de Gran Canaria  | ≈ 23 de noviembre | Por determinar |              |            |            |            |
| Deportivo de La Coruña | vs         | A. D. Ceuta F. C.            | Abanca-Riazor            | ≈ 23 de noviembre | Por determinar |              |            |            |            |
| Granada C. F.          | vs         | Córdoba C. F.                | Nuevo Los Cármenes       | ≈ 23 de noviembre | Por determinar |              |            |            |            |
| C. D. Leganés          | vs         | U. D. Almería                | Butarque                 | ≈ 23 de noviembre | Por determinar |              |            |            |            |

| Jornada 16                   | Jornada 16 | Jornada 16             | Jornada 16         | Jornada 16        | Jornada 16     | Jornada 16   | Jornada 16 | Jornada 16 | Jornada 16 |
| Local                        | Resultado  | Visitante              | Estadio            | Fecha             | Hora           | Espectadores | Árbitro    | Amonestado | Expulsado  |
| ---------------------------- | ---------- | ---------------------- | ------------------ | ----------------- | -------------- | ------------ | ---------- | ---------- | ---------- |
| Albacete Balompié            | vs         | Deportivo de La Coruña | Carlos Belmonte    | ≈ 30 de noviembre | Por determinar |              |            |            |            |
| C. D. Castellón              | vs         | U. D. Las Palmas       | Skyfi Castalia     | ≈ 30 de noviembre | Por determinar |              |            |            |            |
| U. D. Almería                | vs         | S. D. Huesca           | UD Almería Stadium | ≈ 30 de noviembre | Por determinar |              |            |            |            |
| C. D. Mirandés               | vs         | Real Sociedad "B"      |                    | ≈ 30 de noviembre | Por determinar |              |            |            |            |
| A. D. Ceuta F. C.            | vs         | Burgos C. F.           | Alfonso Murube     | ≈ 30 de noviembre | Por determinar |              |            |            |            |
| Córdoba C. F.                | vs         | Cádiz C. F.            | Nuevo Arcángel     | ≈ 30 de noviembre | Por determinar |              |            |            |            |
| Racing de Santander          | vs         | S. D. Eibar            | El Sardinero       | ≈ 30 de noviembre | Por determinar |              |            |            |            |
| Cultural y Deportiva Leonesa | vs         | Granada C. F.          | Reino de León      | ≈ 30 de noviembre | Por determinar |              |            |            |            |
| Real Zaragoza                | vs         | C. D. Leganés          | Ibercaja Estadio   | ≈ 30 de noviembre | Por determinar |              |            |            |            |
| Real Valladolid C. F.        | vs         | Málaga C. F.           | José Zorrilla      | ≈ 30 de noviembre | Por determinar |              |            |            |            |
| Sporting de Gijón            | vs         | F. C. Andorra          | El Molinón         | ≈ 30 de noviembre | Por determinar |              |            |            |            |

| Jornada 17             | Jornada 17 | Jornada 17                   | Jornada 17               | Jornada 17       | Jornada 17     | Jornada 17   | Jornada 17 | Jornada 17 | Jornada 17 |
| Local                  | Resultado  | Visitante                    | Estadio                  | Fecha            | Hora           | Espectadores | Árbitro    | Amonestado | Expulsado  |
| ---------------------- | ---------- | ---------------------------- | ------------------------ | ---------------- | -------------- | ------------ | ---------- | ---------- | ---------- |
| Cádiz C. F.            | vs         | Racing de Santander          | Nuevo Mirandilla         | ≈ 7 de diciembre | Por determinar |              |            |            |            |
| S. D. Eibar            | vs         | Cultural y Deportiva Leonesa | Ipurúa                   | ≈ 7 de diciembre | Por determinar |              |            |            |            |
| S. D. Huesca           | vs         | Real Valladolid C. F.        | El Alcoraz               | ≈ 7 de diciembre | Por determinar |              |            |            |            |
| U. D. Las Palmas       | vs         | C. D. Mirandés               | Estadio de Gran Canaria  | ≈ 7 de diciembre | Por determinar |              |            |            |            |
| Málaga C. F.           | vs         | Real Zaragoza                | La Rosaleda              | ≈ 7 de diciembre | Por determinar |              |            |            |            |
| Real Sociedad "B"      | vs         | Sporting de Gijón            | Instalaciones de Zubieta | ≈ 7 de diciembre | Por determinar |              |            |            |            |
| Burgos C. F.           | vs         | Albacete Balompié            | El Plantío               | ≈ 7 de diciembre | Por determinar |              |            |            |            |
| Deportivo de La Coruña | vs         | C. D. Castellón              | Abanca-Riazor            | ≈ 7 de diciembre | Por determinar |              |            |            |            |
| Granada C. F.          | vs         | A. D. Ceuta F. C.            | Nuevo Los Cármenes       | ≈ 7 de diciembre | Por determinar |              |            |            |            |
| C. D. Leganés          | vs         | Córdoba C. F.                | Butarque                 | ≈ 7 de diciembre | Por determinar |              |            |            |            |
| F. C. Andorra          | vs         | U. D. Almería                | Estadio de la FAF        | ≈ 7 de diciembre | Por determinar |              |            |            |            |

| Jornada 18                   | Jornada 18 | Jornada 18        | Jornada 18         | Jornada 18        | Jornada 18     | Jornada 18   | Jornada 18 | Jornada 18 | Jornada 18 |
| Local                        | Resultado  | Visitante         | Estadio            | Fecha             | Hora           | Espectadores | Árbitro    | Amonestado | Expulsado  |
| ---------------------------- | ---------- | ----------------- | ------------------ | ----------------- | -------------- | ------------ | ---------- | ---------- | ---------- |
| Albacete Balompié            | vs         | Málaga C. F.      | Carlos Belmonte    | ≈ 14 de diciembre | Por determinar |              |            |            |            |
| C. D. Castellón              | vs         | C. D. Mirandés    | Skyfi Castalia     | ≈ 14 de diciembre | Por determinar |              |            |            |            |
| A. D. Ceuta F. C.            | vs         | U. D. Las Palmas  | Alfonso Murube     | ≈ 14 de diciembre | Por determinar |              |            |            |            |
| Córdoba C. F.                | vs         | S. D. Eibar       | Nuevo Arcángel     | ≈ 14 de diciembre | Por determinar |              |            |            |            |
| Deportivo de La Coruña       | vs         | Real Sociedad "B" | Abanca-Riazor      | ≈ 14 de diciembre | Por determinar |              |            |            |            |
| U. D. Almería                | vs         | Burgos C. F.      | UD Almería Stadium | ≈ 14 de diciembre | Por determinar |              |            |            |            |
| Real Zaragoza                | vs         | Cádiz C. F.       | Ibercaja Estadio   | ≈ 14 de diciembre | Por determinar |              |            |            |            |
| Sporting de Gijón            | vs         | Granada C. F.     | El Molinón         | ≈ 14 de diciembre | Por determinar |              |            |            |            |
| Cultural y Deportiva Leonesa | vs         | S. D. Huesca      | Reino de León      | ≈ 14 de diciembre | Por determinar |              |            |            |            |
| Racing de Santander          | vs         | C. D. Leganés     | El Sardinero       | ≈ 14 de diciembre | Por determinar |              |            |            |            |
| Real Valladolid C. F.        | vs         | F. C. Andorra     | José Zorrilla      | ≈ 14 de diciembre | Por determinar |              |            |            |            |

| Jornada 19        | Jornada 19 | Jornada 19                   | Jornada 19               | Jornada 19        | Jornada 19     | Jornada 19   | Jornada 19 | Jornada 19 | Jornada 19 |
| Local             | Resultado  | Visitante                    | Estadio                  | Fecha             | Hora           | Espectadores | Árbitro    | Amonestado | Expulsado  |
| ----------------- | ---------- | ---------------------------- | ------------------------ | ----------------- | -------------- | ------------ | ---------- | ---------- | ---------- |
| Burgos C. F.      | vs         | Real Zaragoza                | El Plantío               | ≈ 21 de diciembre | Por determinar |              |            |            |            |
| Cádiz C. F.       | vs         | C. D. Castellón              | Nuevo Mirandilla         | ≈ 21 de diciembre | Por determinar |              |            |            |            |
| S. D. Eibar       | vs         | Real Valladolid C. F.        | Ipurúa                   | ≈ 21 de diciembre | Por determinar |              |            |            |            |
| S. D. Huesca      | vs         | Racing de Santander          | El Alcoraz               | ≈ 21 de diciembre | Por determinar |              |            |            |            |
| C. D. Leganés     | vs         | Sporting de Gijón            | Butarque                 | ≈ 21 de diciembre | Por determinar |              |            |            |            |
| F. C. Andorra     | vs         | Deportivo de La Coruña       | Estadio de la FAF        | ≈ 21 de diciembre | Por determinar |              |            |            |            |
| Granada C. F.     | vs         | Albacete Balompié            | Nuevo Los Cármenes       | ≈ 21 de diciembre | Por determinar |              |            |            |            |
| Real Sociedad "B" | vs         | A. D. Ceuta F. C.            | Instalaciones de Zubieta | ≈ 21 de diciembre | Por determinar |              |            |            |            |
| C. D. Mirandés    | vs         | Córdoba C. F.                |                          | ≈ 21 de diciembre | Por determinar |              |            |            |            |
| U. D. Las Palmas  | vs         | Cultural y Deportiva Leonesa | Estadio de Gran Canaria  | ≈ 21 de diciembre | Por determinar |              |            |            |            |
| Málaga C. F.      | vs         | U. D. Almería                | La Rosaleda              | ≈ 21 de diciembre | Por determinar |              |            |            |            |

| Jornada 20                   | Jornada 20 | Jornada 20          | Jornada 20         | Jornada 20   | Jornada 20     | Jornada 20   | Jornada 20 | Jornada 20 | Jornada 20 |
| Local                        | Resultado  | Visitante           | Estadio            | Fecha        | Hora           | Espectadores | Árbitro    | Amonestado | Expulsado  |
| ---------------------------- | ---------- | ------------------- | ------------------ | ------------ | -------------- | ------------ | ---------- | ---------- | ---------- |
| Albacete Balompié            | vs         | C. D. Leganés       | Carlos Belmonte    | ≈ 4 de enero | Por determinar |              |            |            |            |
| C. D. Castellón              | vs         | S. D. Huesca        | Skyfi Castalia     | ≈ 4 de enero | Por determinar |              |            |            |            |
| S. D. Eibar                  | vs         | C. D. Mirandés      | Ipurúa             | ≈ 4 de enero | Por determinar |              |            |            |            |
| Cultural y Deportiva Leonesa | vs         | Real Sociedad "B"   | Reino de León      | ≈ 4 de enero | Por determinar |              |            |            |            |
| U. D. Almería                | vs         | Granada C. F.       | UD Almería Stadium | ≈ 4 de enero | Por determinar |              |            |            |            |
| Córdoba C. F.                | vs         | Burgos C. F.        | Nuevo Arcángel     | ≈ 4 de enero | Por determinar |              |            |            |            |
| Deportivo de La Coruña       | vs         | Cádiz C. F.         | Abanca-Riazor      | ≈ 4 de enero | Por determinar |              |            |            |            |
| Real Zaragoza                | vs         | U. D. Las Palmas    | Ibercaja Estadio   | ≈ 4 de enero | Por determinar |              |            |            |            |
| Sporting de Gijón            | vs         | Málaga C. F.        | El Molinón         | ≈ 4 de enero | Por determinar |              |            |            |            |
| Real Valladolid C. F.        | vs         | Racing de Santander | José Zorrilla      | ≈ 4 de enero | Por determinar |              |            |            |            |
| A. D. Ceuta F. C.            | vs         | F. C. Andorra       | Alfonso Murube     | ≈ 4 de enero | Por determinar |              |            |            |            |

| Jornada 21          | Jornada 21 | Jornada 21                   | Jornada 21               | Jornada 21    | Jornada 21     | Jornada 21   | Jornada 21 | Jornada 21 | Jornada 21 |
| Local               | Resultado  | Visitante                    | Estadio                  | Fecha         | Hora           | Espectadores | Árbitro    | Amonestado | Expulsado  |
| ------------------- | ---------- | ---------------------------- | ------------------------ | ------------- | -------------- | ------------ | ---------- | ---------- | ---------- |
| Burgos C. F.        | vs         | S. D. Eibar                  | El Plantío               | ≈ 11 de enero | Por determinar |              |            |            |            |
| Cádiz C. F.         | vs         | Sporting de Gijón            | Nuevo Mirandilla         | ≈ 11 de enero | Por determinar |              |            |            |            |
| C. D. Leganés       | vs         | Real Valladolid C. F.        | Butarque                 | ≈ 11 de enero | Por determinar |              |            |            |            |
| Racing de Santander | vs         | Real Zaragoza                | El Sardinero             | ≈ 11 de enero | Por determinar |              |            |            |            |
| F. C. Andorra       | vs         | Cultural y Deportiva Leonesa | Estadio de la FAF        | ≈ 11 de enero | Por determinar |              |            |            |            |
| Real Sociedad "B"   | vs         | Albacete Balompié            | Instalaciones de Zubieta | ≈ 11 de enero | Por determinar |              |            |            |            |
| Granada C. F.       | vs         | C. D. Castellón              | Nuevo Los Cármenes       | ≈ 11 de enero | Por determinar |              |            |            |            |
| Málaga C. F.        | vs         | A. D. Ceuta F. C.            | La Rosaleda              | ≈ 11 de enero | Por determinar |              |            |            |            |
| S. D. Huesca        | vs         | Córdoba C. F.                | El Alcoraz               | ≈ 11 de enero | Por determinar |              |            |            |            |
| U. D. Las Palmas    | vs         | Deportivo de La Coruña       | Estadio de Gran Canaria  | ≈ 11 de enero | Por determinar |              |            |            |            |
| C. D. Mirandés      | vs         | U. D. Almería                |                          | ≈ 11 de enero | Por determinar |              |            |            |            |

| Jornada 22                   | Jornada 22 | Jornada 22             | Jornada 22         | Jornada 22    | Jornada 22     | Jornada 22   | Jornada 22 | Jornada 22 | Jornada 22 |
| Local                        | Resultado  | Visitante              | Estadio            | Fecha         | Hora           | Espectadores | Árbitro    | Amonestado | Expulsado  |
| ---------------------------- | ---------- | ---------------------- | ------------------ | ------------- | -------------- | ------------ | ---------- | ---------- | ---------- |
| Albacete Balompié            | vs         | Cádiz C. F.            | Carlos Belmonte    | ≈ 18 de enero | Por determinar |              |            |            |            |
| Burgos C. F.                 | vs         | S. D. Huesca           | El Plantío         | ≈ 18 de enero | Por determinar |              |            |            |            |
| C. D. Castellón              | vs         | C. D. Leganés          | Skyfi Castalia     | ≈ 18 de enero | Por determinar |              |            |            |            |
| A. D. Ceuta F. C.            | vs         | Real Valladolid C. F.  | Alfonso Murube     | ≈ 18 de enero | Por determinar |              |            |            |            |
| Córdoba C. F.                | vs         | Málaga C. F.           | Nuevo Arcángel     | ≈ 18 de enero | Por determinar |              |            |            |            |
| Cultural y Deportiva Leonesa | vs         | Sporting de Gijón      | Reino de León      | ≈ 18 de enero | Por determinar |              |            |            |            |
| U. D. Almería                | vs         | Deportivo de La Coruña | UD Almería Stadium | ≈ 18 de enero | Por determinar |              |            |            |            |
| Granada C. F.                | vs         | S. D. Eibar            | Nuevo Los Cármenes | ≈ 18 de enero | Por determinar |              |            |            |            |
| Racing de Santander          | vs         | U. D. Las Palmas       | El Sardinero       | ≈ 18 de enero | Por determinar |              |            |            |            |
| C. D. Mirandés               | vs         | F. C. Andorra          |                    | ≈ 18 de enero | Por determinar |              |            |            |            |
| Real Zaragoza                | vs         | Real Sociedad "B"      | Ibercaja Estadio   | ≈ 18 de enero | Por determinar |              |            |            |            |

| Jornada 23             | Jornada 23 | Jornada 23                   | Jornada 23              | Jornada 23    | Jornada 23     | Jornada 23   | Jornada 23 | Jornada 23 | Jornada 23 |
| Local                  | Resultado  | Visitante                    | Estadio                 | Fecha         | Hora           | Espectadores | Árbitro    | Amonestado | Expulsado  |
| ---------------------- | ---------- | ---------------------------- | ----------------------- | ------------- | -------------- | ------------ | ---------- | ---------- | ---------- |
| Cádiz C. F.            | vs         | Granada C. F.                | Nuevo Mirandilla        | ≈ 25 de enero | Por determinar |              |            |            |            |
| A. D. Ceuta F. C.      | vs         | Cultural y Deportiva Leonesa | Alfonso Murube          | ≈ 25 de enero | Por determinar |              |            |            |            |
| Deportivo de La Coruña | vs         | Racing de Santander          | Abanca-Riazor           | ≈ 25 de enero | Por determinar |              |            |            |            |
| C. D. Leganés          | vs         | Real Sociedad "B"            | Butarque                | ≈ 25 de enero | Por determinar |              |            |            |            |
| F. C. Andorra          | vs         | S. D. Huesca                 | Estadio de la FAF       | ≈ 25 de enero | Por determinar |              |            |            |            |
| Real Valladolid C. F.  | vs         | Albacete Balompié            | José Zorrilla           | ≈ 25 de enero | Por determinar |              |            |            |            |
| Málaga C. F.           | vs         | Burgos C. F.                 | La Rosaleda             | ≈ 25 de enero | Por determinar |              |            |            |            |
| Real Zaragoza          | vs         | C. D. Castellón              | Ibercaja Estadio        | ≈ 25 de enero | Por determinar |              |            |            |            |
| U. D. Las Palmas       | vs         | Córdoba C. F.                | Estadio de Gran Canaria | ≈ 25 de enero | Por determinar |              |            |            |            |
| S. D. Eibar            | vs         | U. D. Almería                | Ipurúa                  | ≈ 25 de enero | Por determinar |              |            |            |            |
| Sporting de Gijón      | vs         | C. D. Mirandés               | El Molinón              | ≈ 25 de enero | Por determinar |              |            |            |            |

| Jornada 24                   | Jornada 24 | Jornada 24             | Jornada 24               | Jornada 24     | Jornada 24     | Jornada 24   | Jornada 24 | Jornada 24 | Jornada 24 |
| Local                        | Resultado  | Visitante              | Estadio                  | Fecha          | Hora           | Espectadores | Árbitro    | Amonestado | Expulsado  |
| ---------------------------- | ---------- | ---------------------- | ------------------------ | -------------- | -------------- | ------------ | ---------- | ---------- | ---------- |
| Albacete Balompié            | vs         | Real Zaragoza          | Carlos Belmonte          | ≈ 1 de febrero | Por determinar |              |            |            |            |
| Burgos C. F.                 | vs         | C. D. Leganés          | El Plantío               | ≈ 1 de febrero | Por determinar |              |            |            |            |
| Córdoba C. F.                | vs         | Real Valladolid C. F.  | Nuevo Arcángel           | ≈ 1 de febrero | Por determinar |              |            |            |            |
| S. D. Eibar                  | vs         | Sporting de Gijón      | Ipurúa                   | ≈ 1 de febrero | Por determinar |              |            |            |            |
| Granada C. F.                | vs         | Racing de Santander    | Nuevo Los Cármenes       | ≈ 1 de febrero | Por determinar |              |            |            |            |
| U. D. Almería                | vs         | A. D. Ceuta F. C.      | UD Almería Stadium       | ≈ 1 de febrero | Por determinar |              |            |            |            |
| S. D. Huesca                 | vs         | Cádiz C. F.            | El Alcoraz               | ≈ 1 de febrero | Por determinar |              |            |            |            |
| Cultural y Deportiva Leonesa | vs         | Deportivo de La Coruña | Reino de León            | ≈ 1 de febrero | Por determinar |              |            |            |            |
| Real Sociedad "B"            | vs         | U. D. Las Palmas       | Instalaciones de Zubieta | ≈ 1 de febrero | Por determinar |              |            |            |            |
| C. D. Mirandés               | vs         | Málaga C. F.           |                          | ≈ 1 de febrero | Por determinar |              |            |            |            |
| C. D. Castellón              | vs         | F. C. Andorra          | Skyfi Castalia           | ≈ 1 de febrero | Por determinar |              |            |            |            |

| Jornada 25             | Jornada 25 | Jornada 25                   | Jornada 25              | Jornada 25     | Jornada 25     | Jornada 25   | Jornada 25 | Jornada 25 | Jornada 25 |
| Local                  | Resultado  | Visitante                    | Estadio                 | Fecha          | Hora           | Espectadores | Árbitro    | Amonestado | Expulsado  |
| ---------------------- | ---------- | ---------------------------- | ----------------------- | -------------- | -------------- | ------------ | ---------- | ---------- | ---------- |
| A. D. Ceuta F. C.      | vs         | Córdoba C. F.                | Alfonso Murube          | ≈ 8 de febrero | Por determinar |              |            |            |            |
| F. C. Andorra          | vs         | Real Sociedad "B"            | Estadio de la FAF       | ≈ 8 de febrero | Por determinar |              |            |            |            |
| Deportivo de La Coruña | vs         | Albacete Balompié            | Abanca-Riazor           | ≈ 8 de febrero | Por determinar |              |            |            |            |
| U. D. Las Palmas       | vs         | Burgos C. F.                 | Estadio de Gran Canaria | ≈ 8 de febrero | Por determinar |              |            |            |            |
| Real Valladolid C. F.  | vs         | C. D. Castellón              | José Zorrilla           | ≈ 8 de febrero | Por determinar |              |            |            |            |
| Real Zaragoza          | vs         | S. D. Eibar                  | Ibercaja Estadio        | ≈ 8 de febrero | Por determinar |              |            |            |            |
| C. D. Leganés          | vs         | Granada C. F.                | Butarque                | ≈ 8 de febrero | Por determinar |              |            |            |            |
| Sporting de Gijón      | vs         | S. D. Huesca                 | El Molinón              | ≈ 8 de febrero | Por determinar |              |            |            |            |
| Málaga C. F.           | vs         | Cultural y Deportiva Leonesa | La Rosaleda             | ≈ 8 de febrero | Por determinar |              |            |            |            |
| Cádiz C. F.            | vs         | U. D. Almería                | Nuevo Mirandilla        | ≈ 8 de febrero | Por determinar |              |            |            |            |
| Racing de Santander    | vs         | C. D. Mirandés               | El Sardinero            | ≈ 8 de febrero | Por determinar |              |            |            |            |

| Jornada 26                   | Jornada 26 | Jornada 26             | Jornada 26               | Jornada 26      | Jornada 26     | Jornada 26   | Jornada 26 | Jornada 26 | Jornada 26 |
| Local                        | Resultado  | Visitante              | Estadio                  | Fecha           | Hora           | Espectadores | Árbitro    | Amonestado | Expulsado  |
| ---------------------------- | ---------- | ---------------------- | ------------------------ | --------------- | -------------- | ------------ | ---------- | ---------- | ---------- |
| Albacete Balompié            | vs         | Sporting de Gijón      | Carlos Belmonte          | ≈ 15 de febrero | Por determinar |              |            |            |            |
| Burgos C. F.                 | vs         | Cádiz C. F.            | El Plantío               | ≈ 15 de febrero | Por determinar |              |            |            |            |
| C. D. Castellón              | vs         | Deportivo de La Coruña | Skyfi Castalia           | ≈ 15 de febrero | Por determinar |              |            |            |            |
| Córdoba C. F.                | vs         | C. D. Leganés          | Nuevo Arcángel           | ≈ 15 de febrero | Por determinar |              |            |            |            |
| S. D. Eibar                  | vs         | Racing de Santander    | Ipurúa                   | ≈ 15 de febrero | Por determinar |              |            |            |            |
| Granada C. F.                | vs         | Real Valladolid C. F.  | Nuevo Los Cármenes       | ≈ 15 de febrero | Por determinar |              |            |            |            |
| Cultural y Deportiva Leonesa | vs         | Real Zaragoza          | Reino de León            | ≈ 15 de febrero | Por determinar |              |            |            |            |
| U. D. Almería                | vs         | F. C. Andorra          | UD Almería Stadium       | ≈ 15 de febrero | Por determinar |              |            |            |            |
| S. D. Huesca                 | vs         | A. D. Ceuta F. C.      | El Alcoraz               | ≈ 15 de febrero | Por determinar |              |            |            |            |
| C. D. Mirandés               | vs         | U. D. Las Palmas       |                          | ≈ 15 de febrero | Por determinar |              |            |            |            |
| Real Sociedad "B"            | vs         | Málaga C. F.           | Instalaciones de Zubieta | ≈ 15 de febrero | Por determinar |              |            |            |            |

| Jornada 27             | Jornada 27 | Jornada 27                   | Jornada 27              | Jornada 27      | Jornada 27     | Jornada 27   | Jornada 27 | Jornada 27 | Jornada 27 |
| Local                  | Resultado  | Visitante                    | Estadio                 | Fecha           | Hora           | Espectadores | Árbitro    | Amonestado | Expulsado  |
| ---------------------- | ---------- | ---------------------------- | ----------------------- | --------------- | -------------- | ------------ | ---------- | ---------- | ---------- |
| Cádiz C. F.            | vs         | Real Sociedad "B"            | Nuevo Mirandilla        | ≈ 22 de febrero | Por determinar |              |            |            |            |
| A. D. Ceuta F. C.      | vs         | Granada C. F.                | Alfonso Murube          | ≈ 22 de febrero | Por determinar |              |            |            |            |
| Deportivo de La Coruña | vs         | S. D. Eibar                  | Abanca-Riazor           | ≈ 22 de febrero | Por determinar |              |            |            |            |
| S. D. Huesca           | vs         | C. D. Mirandés               | El Alcoraz              | ≈ 22 de febrero | Por determinar |              |            |            |            |
| C. D. Leganés          | vs         | Cultural y Deportiva Leonesa | Butarque                | ≈ 22 de febrero | Por determinar |              |            |            |            |
| Sporting de Gijón      | vs         | Real Valladolid C. F.        | El Molinón              | ≈ 22 de febrero | Por determinar |              |            |            |            |
| U. D. Almería          | vs         | Córdoba C. F.                | UD Almería Stadium      | ≈ 22 de febrero | Por determinar |              |            |            |            |
| F. C. Andorra          | vs         | Real Zaragoza                | Estadio de la FAF       | ≈ 22 de febrero | Por determinar |              |            |            |            |
| Málaga C. F.           | vs         | Albacete Balompié            | La Rosaleda             | ≈ 22 de febrero | Por determinar |              |            |            |            |
| Racing de Santander    | vs         | Burgos C. F.                 | El Sardinero            | ≈ 22 de febrero | Por determinar |              |            |            |            |
| U. D. Las Palmas       | vs         | C. D. Castellón              | Estadio de Gran Canaria | ≈ 22 de febrero | Por determinar |              |            |            |            |

| Jornada 28                   | Jornada 28 | Jornada 28             | Jornada 28               | Jornada 28   | Jornada 28     | Jornada 28   | Jornada 28 | Jornada 28 | Jornada 28 |
| Local                        | Resultado  | Visitante              | Estadio                  | Fecha        | Hora           | Espectadores | Árbitro    | Amonestado | Expulsado  |
| ---------------------------- | ---------- | ---------------------- | ------------------------ | ------------ | -------------- | ------------ | ---------- | ---------- | ---------- |
| Albacete Balompié            | vs         | U. D. Almería          | Carlos Belmonte          | ≈ 1 de marzo | Por determinar |              |            |            |            |
| C. D. Castellón              | vs         | Racing de Santander    | Skyfi Castalia           | ≈ 1 de marzo | Por determinar |              |            |            |            |
| Granada C. F.                | vs         | Málaga C. F.           | Nuevo Los Cármenes       | ≈ 1 de marzo | Por determinar |              |            |            |            |
| Cultural y Deportiva Leonesa | vs         | U. D. Las Palmas       | Reino de León            | ≈ 1 de marzo | Por determinar |              |            |            |            |
| Real Zaragoza                | vs         | Burgos C. F.           | Ibercaja Estadio         | ≈ 1 de marzo | Por determinar |              |            |            |            |
| S. D. Eibar                  | vs         | Cádiz C. F.            | Ipurúa                   | ≈ 1 de marzo | Por determinar |              |            |            |            |
| C. D. Mirandés               | vs         | A. D. Ceuta F. C.      | Anduva                   | ≈ 1 de marzo | Por determinar |              |            |            |            |
| Real Sociedad "B"            | vs         | Deportivo de La Coruña | Instalaciones de Zubieta | ≈ 1 de marzo | Por determinar |              |            |            |            |
| Real Valladolid C. F.        | vs         | S. D. Huesca           | José Zorrilla            | ≈ 1 de marzo | Por determinar |              |            |            |            |
| Sporting de Gijón            | vs         | C. D. Leganés          | El Molinón               | ≈ 1 de marzo | Por determinar |              |            |            |            |
| Córdoba C. F.                | vs         | F. C. Andorra          | Nuevo Arcángel           | ≈ 1 de marzo | Por determinar |              |            |            |            |

| Jornada 29             | Jornada 29 | Jornada 29                   | Jornada 29               | Jornada 29   | Jornada 29     | Jornada 29   | Jornada 29 | Jornada 29 | Jornada 29 |
| Local                  | Resultado  | Visitante                    | Estadio                  | Fecha        | Hora           | Espectadores | Árbitro    | Amonestado | Expulsado  |
| ---------------------- | ---------- | ---------------------------- | ------------------------ | ------------ | -------------- | ------------ | ---------- | ---------- | ---------- |
| Burgos C. F.           | vs         | C. D. Mirandés               | El Plantío               | ≈ 8 de marzo | Por determinar |              |            |            |            |
| Cádiz C. F.            | vs         | Real Zaragoza                | Nuevo Mirandilla         | ≈ 8 de marzo | Por determinar |              |            |            |            |
| Deportivo de La Coruña | vs         | Granada C. F.                | Abanca-Riazor            | ≈ 8 de marzo | Por determinar |              |            |            |            |
| Málaga C. F.           | vs         | Real Valladolid C. F.        | La Rosaleda              | ≈ 8 de marzo | Por determinar |              |            |            |            |
| U. D. Almería          | vs         | Cultural y Deportiva Leonesa | UD Almería Stadium       | ≈ 8 de marzo | Por determinar |              |            |            |            |
| F. C. Andorra          | vs         | Sporting de Gijón            | Estadio de la FAF        | ≈ 8 de marzo | Por determinar |              |            |            |            |
| S. D. Huesca           | vs         | Albacete Balompié            | El Alcoraz               | ≈ 8 de marzo | Por determinar |              |            |            |            |
| Real Sociedad "B"      | vs         | C. D. Castellón              | Instalaciones de Zubieta | ≈ 8 de marzo | Por determinar |              |            |            |            |
| U. D. Las Palmas       | vs         | A. D. Ceuta F. C.            | Estadio de Gran Canaria  | ≈ 8 de marzo | Por determinar |              |            |            |            |
| Racing de Santander    | vs         | Córdoba C. F.                | El Sardinero             | ≈ 8 de marzo | Por determinar |              |            |            |            |
| C. D. Leganés          | vs         | S. D. Eibar                  | Butarque                 | ≈ 8 de marzo | Por determinar |              |            |            |            |

| Jornada 30                   | Jornada 30 | Jornada 30             | Jornada 30         | Jornada 30    | Jornada 30     | Jornada 30   | Jornada 30 | Jornada 30 | Jornada 30 |
| Local                        | Resultado  | Visitante              | Estadio            | Fecha         | Hora           | Espectadores | Árbitro    | Amonestado | Expulsado  |
| ---------------------------- | ---------- | ---------------------- | ------------------ | ------------- | -------------- | ------------ | ---------- | ---------- | ---------- |
| Albacete Balompié            | vs         | U. D. Las Palmas       | Carlos Belmonte    | ≈ 15 de marzo | Por determinar |              |            |            |            |
| A. D. Ceuta F. C.            | vs         | Deportivo de La Coruña | Alfonso Murube     | ≈ 15 de marzo | Por determinar |              |            |            |            |
| Córdoba C. F.                | vs         | Real Sociedad "B"      | El Alcoraz         | ≈ 15 de marzo | Por determinar |              |            |            |            |
| Cultural y Deportiva Leonesa | vs         | Racing de Santander    | Reino de León      | ≈ 15 de marzo | Por determinar |              |            |            |            |
| S. D. Eibar                  | vs         | Burgos C. F.           | Ipurúa             | ≈ 15 de marzo | Por determinar |              |            |            |            |
| C. D. Mirandés               | vs         | Cádiz C. F.            |                    | ≈ 15 de marzo | Por determinar |              |            |            |            |
| Sporting de Gijón            | vs         | C. D. Castellón        | El Molinón         | ≈ 15 de marzo | Por determinar |              |            |            |            |
| Málaga C. F.                 | vs         | S. D. Huesca           | La Rosaleda        | ≈ 15 de marzo | Por determinar |              |            |            |            |
| Real Valladolid C. F.        | vs         | C. D. Leganés          | José Zorrilla      | ≈ 15 de marzo | Por determinar |              |            |            |            |
| Real Zaragoza                | vs         | U. D. Almería          | Ibercaja Estadio   | ≈ 15 de marzo | Por determinar |              |            |            |            |
| Granada C. F.                | vs         | F. C. Andorra          | Nuevo Los Cármenes | ≈ 15 de marzo | Por determinar |              |            |            |            |

| Jornada 31             | Jornada 31 | Jornada 31                   | Jornada 31               | Jornada 31    | Jornada 31     | Jornada 31   | Jornada 31 | Jornada 31 | Jornada 31 |
| Local                  | Resultado  | Visitante                    | Estadio                  | Fecha         | Hora           | Espectadores | Árbitro    | Amonestado | Expulsado  |
| ---------------------- | ---------- | ---------------------------- | ------------------------ | ------------- | -------------- | ------------ | ---------- | ---------- | ---------- |
| Burgos C. F.           | vs         | Córdoba C. F.                | El Plantío               | ≈ 22 de marzo | Por determinar |              |            |            |            |
| Cádiz C. F.            | vs         | Málaga C. F.                 | Nuevo Mirandilla         | ≈ 22 de marzo | Por determinar |              |            |            |            |
| C. D. Castellón        | vs         | Cultural y Deportiva Leonesa | Skyfi Castalia           | ≈ 22 de marzo | Por determinar |              |            |            |            |
| Deportivo de La Coruña | vs         | Real Zaragoza                | Abanca-Riazor            | ≈ 22 de marzo | Por determinar |              |            |            |            |
| U. D. Las Palmas       | vs         | Sporting de Gijón            | Estadio de Gran Canaria  | ≈ 22 de marzo | Por determinar |              |            |            |            |
| C. D. Mirandés         | vs         | Real Valladolid C. F.        |                          | ≈ 22 de marzo | Por determinar |              |            |            |            |
| F. C. Andorra          | vs         | S. D. Eibar                  | Estadio de la FAF        | ≈ 22 de marzo | Por determinar |              |            |            |            |
| Racing de Santander    | vs         | Albacete Balompié            | El Sardinero             | ≈ 22 de marzo | Por determinar |              |            |            |            |
| C. D. Leganés          | vs         | A. D. Ceuta F. C.            | Butarque                 | ≈ 22 de marzo | Por determinar |              |            |            |            |
| Real Sociedad "B"      | vs         | Granada C. F.                | Instalaciones de Zubieta | ≈ 22 de marzo | Por determinar |              |            |            |            |
| S. D. Huesca           | vs         | U. D. Almería                | El Alcoraz               | ≈ 22 de marzo | Por determinar |              |            |            |            |

| Jornada 32                   | Jornada 32 | Jornada 32             | Jornada 32         | Jornada 32    | Jornada 32     | Jornada 32   | Jornada 32 | Jornada 32 | Jornada 32 |
| Local                        | Resultado  | Visitante              | Estadio            | Fecha         | Hora           | Espectadores | Árbitro    | Amonestado | Expulsado  |
| ---------------------------- | ---------- | ---------------------- | ------------------ | ------------- | -------------- | ------------ | ---------- | ---------- | ---------- |
| Albacete Balompié            | vs         | C. D. Castellón        | Carlos Belmonte    | ≈ 29 de marzo | Por determinar |              |            |            |            |
| Córdoba C. F.                | vs         | C. D. Mirandés         | Nuevo Arcángel     | ≈ 29 de marzo | Por determinar |              |            |            |            |
| S. D. Eibar                  | vs         | U. D. Las Palmas       | Ipurúa             | ≈ 29 de marzo | Por determinar |              |            |            |            |
| Granada C. F.                | vs         | S. D. Huesca           | Nuevo Los Cármenes | ≈ 29 de marzo | Por determinar |              |            |            |            |
| U. D. Almería                | vs         | Real Sociedad "B"      | UD Almería Stadium | ≈ 29 de marzo | Por determinar |              |            |            |            |
| Real Valladolid C. F.        | vs         | Burgos C. F.           | José Zorrilla      | ≈ 29 de marzo | Por determinar |              |            |            |            |
| A. D. Ceuta F. C.            | vs         | Cádiz C. F.            | Alfonso Murube     | ≈ 29 de marzo | Por determinar |              |            |            |            |
| Sporting de Gijón            | vs         | Deportivo de La Coruña | El Molinón         | ≈ 29 de marzo | Por determinar |              |            |            |            |
| Málaga C. F.                 | vs         | C. D. Leganés          | La Rosaleda        | ≈ 29 de marzo | Por determinar |              |            |            |            |
| Real Zaragoza                | vs         | Racing de Santander    | Ibercaja Estadio   | ≈ 29 de marzo | Por determinar |              |            |            |            |
| Cultural y Deportiva Leonesa | vs         | F. C. Andorra          | Reino de León      | ≈ 29 de marzo | Por determinar |              |            |            |            |

| Jornada 33             | Jornada 33 | Jornada 33                   | Jornada 33               | Jornada 33   | Jornada 33     | Jornada 33   | Jornada 33 | Jornada 33 | Jornada 33 |
| Local                  | Resultado  | Visitante                    | Estadio                  | Fecha        | Hora           | Espectadores | Árbitro    | Amonestado | Expulsado  |
| ---------------------- | ---------- | ---------------------------- | ------------------------ | ------------ | -------------- | ------------ | ---------- | ---------- | ---------- |
| Burgos C. F.           | vs         | A. D. Ceuta F. C.            | El Plantío               | ≈ 1 de abril | Por determinar |              |            |            |            |
| S. D. Huesca           | vs         | Cultural y Deportiva Leonesa | El Alcoraz               | ≈ 1 de abril | Por determinar |              |            |            |            |
| C. D. Leganés          | vs         | Real Zaragoza                | Butarque                 | ≈ 1 de abril | Por determinar |              |            |            |            |
| Racing de Santander    | vs         | Sporting de Gijón            | El Sardinero             | ≈ 1 de abril | Por determinar |              |            |            |            |
| F. C. Andorra          | vs         | Málaga C. F.                 | Estadio de la FAF        | ≈ 1 de abril | Por determinar |              |            |            |            |
| C. D. Mirandés         | vs         | Albacete Balompié            |                          | ≈ 1 de abril | Por determinar |              |            |            |            |
| Real Valladolid C. F.  | vs         | Cádiz C. F.                  | José Zorrilla            | ≈ 1 de abril | Por determinar |              |            |            |            |
| Deportivo de La Coruña | vs         | Córdoba C. F.                | Abanca-Riazor            | ≈ 1 de abril | Por determinar |              |            |            |            |
| Real Sociedad "B"      | vs         | S. D. Eibar                  | Instalaciones de Zubieta | ≈ 1 de abril | Por determinar |              |            |            |            |
| U. D. Las Palmas       | vs         | Granada C. F.                | Estadio de Gran Canaria  | ≈ 1 de abril | Por determinar |              |            |            |            |
| C. D. Castellón        | vs         | U. D. Almería                | Skyfi Castalia           | ≈ 1 de abril | Por determinar |              |            |            |            |

| Jornada 34                   | Jornada 34 | Jornada 34            | Jornada 34              | Jornada 34   | Jornada 34     | Jornada 34   | Jornada 34 | Jornada 34 | Jornada 34 |
| Local                        | Resultado  | Visitante             | Estadio                 | Fecha        | Hora           | Espectadores | Árbitro    | Amonestado | Expulsado  |
| ---------------------------- | ---------- | --------------------- | ----------------------- | ------------ | -------------- | ------------ | ---------- | ---------- | ---------- |
| Albacete Balompié            | vs         | Burgos C. F.          | Carlos Belmonte         | ≈ 5 de abril | Por determinar |              |            |            |            |
| Cádiz C. F.                  | vs         | Córdoba C. F.         | Nuevo Mirandilla        | ≈ 5 de abril | Por determinar |              |            |            |            |
| C. D. Castellón              | vs         | Granada C. F.         | Skyfi Castalia          | ≈ 5 de abril | Por determinar |              |            |            |            |
| Deportivo de La Coruña       | vs         | Málaga C. F.          | Abanca-Riazor           | ≈ 5 de abril | Por determinar |              |            |            |            |
| Cultural y Deportiva Leonesa | vs         | Real Valladolid C. F. | Reino de León           | ≈ 5 de abril | Por determinar |              |            |            |            |
| U. D. Almería                | vs         | C. D. Leganés         | UD Almería Stadium      | ≈ 5 de abril | Por determinar |              |            |            |            |
| F. C. Andorra                | vs         | Racing de Santander   | Estadio de la FAF       | ≈ 5 de abril | Por determinar |              |            |            |            |
| S. D. Eibar                  | vs         | A. D. Ceuta F. C.     | Ipurúa                  | ≈ 5 de abril | Por determinar |              |            |            |            |
| U. D. Las Palmas             | vs         | S. D. Huesca          | Estadio de Gran Canaria | ≈ 5 de abril | Por determinar |              |            |            |            |
| Real Zaragoza                | vs         | C. D. Mirandés        | Ibercaja Estadio        | ≈ 5 de abril | Por determinar |              |            |            |            |
| Sporting de Gijón            | vs         | Real Sociedad "B"     | El Molinón              | ≈ 5 de abril | Por determinar |              |            |            |            |

| Jornada 35            | Jornada 35 | Jornada 35                   | Jornada 35         | Jornada 35    | Jornada 35     | Jornada 35   | Jornada 35 | Jornada 35 | Jornada 35 |
| Local                 | Resultado  | Visitante                    | Estadio            | Fecha         | Hora           | Espectadores | Árbitro    | Amonestado | Expulsado  |
| --------------------- | ---------- | ---------------------------- | ------------------ | ------------- | -------------- | ------------ | ---------- | ---------- | ---------- |
| Burgos C. F.          | vs         | Sporting de Gijón            | El Plantío         | ≈ 12 de abril | Por determinar |              |            |            |            |
| A. D. Ceuta F. C.     | vs         | Real Sociedad "B"            | Alfonso Murube     | ≈ 12 de abril | Por determinar |              |            |            |            |
| Córdoba C. F.         | vs         | Real Zaragoza                | Nuevo Arcángel     | ≈ 12 de abril | Por determinar |              |            |            |            |
| Granada C. F.         | vs         | Cultural y Deportiva Leonesa | Nuevo Los Cármenes | ≈ 12 de abril | Por determinar |              |            |            |            |
| C. D. Leganés         | vs         | Albacete Balompié            | Butarque           | ≈ 12 de abril | Por determinar |              |            |            |            |
| C. D. Mirandés        | vs         | C. D. Castellón              |                    | ≈ 12 de abril | Por determinar |              |            |            |            |
| S. D. Huesca          | vs         | Deportivo de La Coruña       | El Alcoraz         | ≈ 12 de abril | Por determinar |              |            |            |            |
| Real Valladolid C. F. | vs         | S. D. Eibar                  | José Zorrilla      | ≈ 12 de abril | Por determinar |              |            |            |            |
| Málaga C. F.          | vs         | U. D. Las Palmas             | La Rosaleda        | ≈ 12 de abril | Por determinar |              |            |            |            |
| Racing de Santander   | vs         | U. D. Almería                | El Sardinero       | ≈ 12 de abril | Por determinar |              |            |            |            |
| Cádiz C. F.           | vs         | F. C. Andorra                | Nuevo Mirandilla   | ≈ 12 de abril | Por determinar |              |            |            |            |

| Jornada 36                   | Jornada 36 | Jornada 36            | Jornada 36               | Jornada 36    | Jornada 36     | Jornada 36   | Jornada 36 | Jornada 36 | Jornada 36 |
| Local                        | Resultado  | Visitante             | Estadio                  | Fecha         | Hora           | Espectadores | Árbitro    | Amonestado | Expulsado  |
| ---------------------------- | ---------- | --------------------- | ------------------------ | ------------- | -------------- | ------------ | ---------- | ---------- | ---------- |
| Albacete Balompié            | vs         | Granada C. F.         | Carlos Belmonte          | ≈ 19 de abril | Por determinar |              |            |            |            |
| Deportivo de La Coruña       | vs         | C. D. Mirandés        | Abanca-Riazor            | ≈ 19 de abril | Por determinar |              |            |            |            |
| S. D. Eibar                  | vs         | S. D. Huesca          | Ipurúa                   | ≈ 19 de abril | Por determinar |              |            |            |            |
| U. D. Almería                | vs         | Málaga C. F.          | UD Almería Stadium       | ≈ 19 de abril | Por determinar |              |            |            |            |
| F. C. Andorra                | vs         | Real Valladolid C. F. | Estadio de la FAF        | ≈ 19 de abril | Por determinar |              |            |            |            |
| C. D. Castellón              | vs         | Burgos C. F.          | Skyfi Castalia           | ≈ 19 de abril | Por determinar |              |            |            |            |
| Sporting de Gijón            | vs         | Cádiz C. F.           | El Molinón               | ≈ 19 de abril | Por determinar |              |            |            |            |
| Real Zaragoza                | vs         | A. D. Ceuta F. C.     | Ibercaja Estadio         | ≈ 19 de abril | Por determinar |              |            |            |            |
| Cultural y Deportiva Leonesa | vs         | Córdoba C. F.         | Reino de León            | ≈ 19 de abril | Por determinar |              |            |            |            |
| U. D. Las Palmas             | vs         | C. D. Leganés         | Estadio de Gran Canaria  | ≈ 19 de abril | Por determinar |              |            |            |            |
| Real Sociedad "B"            | vs         | Racing de Santander   | Instalaciones de Zubieta | ≈ 19 de abril | Por determinar |              |            |            |            |

| Jornada 37            | Jornada 37 | Jornada 37                   | Jornada 37         | Jornada 37    | Jornada 37     | Jornada 37   | Jornada 37 | Jornada 37 | Jornada 37 |
| Local                 | Resultado  | Visitante                    | Estadio            | Fecha         | Hora           | Espectadores | Árbitro    | Amonestado | Expulsado  |
| --------------------- | ---------- | ---------------------------- | ------------------ | ------------- | -------------- | ------------ | ---------- | ---------- | ---------- |
| Albacete Balompié     | vs         | S. D. Eibar                  | Carlos Belmonte    | ≈ 26 de abril | Por determinar |              |            |            |            |
| Burgos C. F.          | vs         | Deportivo de La Coruña       | El Plantío         | ≈ 26 de abril | Por determinar |              |            |            |            |
| Cádiz C. F.           | vs         | U. D. Las Palmas             | Nuevo Mirandilla   | ≈ 26 de abril | Por determinar |              |            |            |            |
| A. D. Ceuta F. C.     | vs         | Racing de Santander          | Alfonso Murube     | ≈ 26 de abril | Por determinar |              |            |            |            |
| Córdoba C. F.         | vs         | Sporting de Gijón            | Nuevo Arcángel     | ≈ 26 de abril | Por determinar |              |            |            |            |
| S. D. Huesca          | vs         | Real Zaragoza                | El Alcoraz         | ≈ 26 de abril | Por determinar |              |            |            |            |
| Málaga C. F.          | vs         | C. D. Castellón              | La Rosaleda        | ≈ 26 de abril | Por determinar |              |            |            |            |
| C. D. Mirandés        | vs         | Cultural y Deportiva Leonesa |                    | ≈ 26 de abril | Por determinar |              |            |            |            |
| Granada C. F.         | vs         | U. D. Almería                | Nuevo Los Cármenes | ≈ 26 de abril | Por determinar |              |            |            |            |
| C. D. Leganés         | vs         | F. C. Andorra                | Butarque           | ≈ 26 de abril | Por determinar |              |            |            |            |
| Real Valladolid C. F. | vs         | Real Sociedad "B"            | José Zorrilla      | ≈ 26 de abril | Por determinar |              |            |            |            |

| Jornada 38                   | Jornada 38 | Jornada 38            | Jornada 38               | Jornada 38  | Jornada 38     | Jornada 38   | Jornada 38 | Jornada 38 | Jornada 38 |
| Local                        | Resultado  | Visitante             | Estadio                  | Fecha       | Hora           | Espectadores | Árbitro    | Amonestado | Expulsado  |
| ---------------------------- | ---------- | --------------------- | ------------------------ | ----------- | -------------- | ------------ | ---------- | ---------- | ---------- |
| C. D. Castellón              | vs         | Córdoba C. F.         | Skyfi Castalia           | ≈ 3 de mayo | Por determinar |              |            |            |            |
| Deportivo de La Coruña       | vs         | C. D. Leganés         | Abanca-Riazor            | ≈ 3 de mayo | Por determinar |              |            |            |            |
| S. D. Eibar                  | vs         | Málaga C. F.          | Ipurúa                   | ≈ 3 de mayo | Por determinar |              |            |            |            |
| U. D. Las Palmas             | vs         | Real Valladolid C. F. | Estadio de Gran Canaria  | ≈ 3 de mayo | Por determinar |              |            |            |            |
| U. D. Almería                | vs         | C. D. Mirandés        | UD Almería Stadium       | ≈ 3 de mayo | Por determinar |              |            |            |            |
| F. C. Andorra                | vs         | Albacete Balompié     | Estadio de la FAF        | ≈ 3 de mayo | Por determinar |              |            |            |            |
| Real Sociedad "B"            | vs         | Burgos C. F.          | Instalaciones de Zubieta | ≈ 3 de mayo | Por determinar |              |            |            |            |
| Cultural y Deportiva Leonesa | vs         | Cádiz C. F.           | Reino de León            | ≈ 3 de mayo | Por determinar |              |            |            |            |
| Sporting de Gijón            | vs         | A. D. Ceuta F. C.     | El Molinón               | ≈ 3 de mayo | Por determinar |              |            |            |            |
| Real Zaragoza                | vs         | Granada C. F.         | Ibercaja Estadio         | ≈ 3 de mayo | Por determinar |              |            |            |            |
| Racing de Santander          | vs         | S. D. Huesca          | El Sardinero             | ≈ 3 de mayo | Por determinar |              |            |            |            |

| Jornada 39            | Jornada 39 | Jornada 39                   | Jornada 39        | Jornada 39   | Jornada 39     | Jornada 39   | Jornada 39 | Jornada 39 | Jornada 39 |
| Local                 | Resultado  | Visitante                    | Estadio           | Fecha        | Hora           | Espectadores | Árbitro    | Amonestado | Expulsado  |
| --------------------- | ---------- | ---------------------------- | ----------------- | ------------ | -------------- | ------------ | ---------- | ---------- | ---------- |
| Albacete Balompié     | vs         | Cultural y Deportiva Leonesa | Carlos Belmonte   | ≈ 10 de mayo | Por determinar |              |            |            |            |
| Cádiz C. F.           | vs         | Deportivo de La Coruña       | Nuevo Mirandilla  | ≈ 10 de mayo | Por determinar |              |            |            |            |
| Córdoba C. F.         | vs         | Granada C. F.                | Nuevo Arcángel    | ≈ 10 de mayo | Por determinar |              |            |            |            |
| S. D. Huesca          | vs         | Real Sociedad "B"            | El Alcoraz        | ≈ 10 de mayo | Por determinar |              |            |            |            |
| C. D. Leganés         | vs         | Racing de Santander          | Butarque          | ≈ 10 de mayo | Por determinar |              |            |            |            |
| Málaga C. F.          | vs         | Sporting de Gijón            | La Rosaleda       | ≈ 10 de mayo | Por determinar |              |            |            |            |
| Real Valladolid C. F. | vs         | Real Zaragoza                | José Zorrilla     | ≈ 10 de mayo | Por determinar |              |            |            |            |
| F. C. Andorra         | vs         | U. D. Las Palmas             | Estadio de la FAF | ≈ 10 de mayo | Por determinar |              |            |            |            |
| A. D. Ceuta F. C.     | vs         | C. D. Castellón              | Alfonso Murube    | ≈ 10 de mayo | Por determinar |              |            |            |            |
| C. D. Mirandés        | vs         | S. D. Eibar                  |                   | ≈ 10 de mayo | Por determinar |              |            |            |            |
| Burgos C. F.          | vs         | U. D. Almería                | El Plantío        | ≈ 10 de mayo | Por determinar |              |            |            |            |

| Jornada 40                   | Jornada 40 | Jornada 40            | Jornada 40               | Jornada 40   | Jornada 40     | Jornada 40   | Jornada 40 | Jornada 40 | Jornada 40 |
| Local                        | Resultado  | Visitante             | Estadio                  | Fecha        | Hora           | Espectadores | Árbitro    | Amonestado | Expulsado  |
| ---------------------------- | ---------- | --------------------- | ------------------------ | ------------ | -------------- | ------------ | ---------- | ---------- | ---------- |
| A. D. Ceuta F. C.            | vs         | Málaga C. F.          | Alfonso Murube           | ≈ 17 de mayo | Por determinar |              |            |            |            |
| Racing de Santander          | vs         | Real Valladolid C. F. | El Sardinero             | ≈ 17 de mayo | Por determinar |              |            |            |            |
| U. D. Almería                | vs         | U. D. Las Palmas      | UD Almería Stadium       | ≈ 17 de mayo | Por determinar |              |            |            |            |
| Córdoba C. F.                | vs         | Albacete Balompié     | Nuevo Arcángel           | ≈ 17 de mayo | Por determinar |              |            |            |            |
| Granada C. F.                | vs         | Burgos C. F.          | Nuevo Los Cármenes       | ≈ 17 de mayo | Por determinar |              |            |            |            |
| C. D. Castellón              | vs         | Cádiz C. F.           | Skyfi Castalia           | ≈ 17 de mayo | Por determinar |              |            |            |            |
| Cultural y Deportiva Leonesa | vs         | S. D. Eibar           | Reino de León            | ≈ 17 de mayo | Por determinar |              |            |            |            |
| C. D. Leganés                | vs         | S. D. Huesca          | Butarque                 | ≈ 17 de mayo | Por determinar |              |            |            |            |
| Real Zaragoza                | vs         | Sporting de Gijón     | Ibercaja Estadio         | ≈ 17 de mayo | Por determinar |              |            |            |            |
| Real Sociedad "B"            | vs         | C. D. Mirandés        | Instalaciones de Zubieta | ≈ 17 de mayo | Por determinar |              |            |            |            |
| Deportivo de La Coruña       | vs         | F. C. Andorra         | Abanca-Riazor            | ≈ 17 de mayo | Por determinar |              |            |            |            |

| Jornada 41                   | Jornada 41 | Jornada 41             | Jornada 41              | Jornada 41   | Jornada 41     | Jornada 41   | Jornada 41 | Jornada 41 | Jornada 41 |
| Local                        | Resultado  | Visitante              | Estadio                 | Fecha        | Hora           | Espectadores | Árbitro    | Amonestado | Expulsado  |
| ---------------------------- | ---------- | ---------------------- | ----------------------- | ------------ | -------------- | ------------ | ---------- | ---------- | ---------- |
| Albacete Balompié            | vs         | Real Sociedad "B"      | Carlos Belmonte         | ≈ 24 de mayo | Por determinar |              |            |            |            |
| Cádiz C. F.                  | vs         | C. D. Leganés          | Nuevo Mirandilla        | ≈ 24 de mayo | Por determinar |              |            |            |            |
| U. D. Las Palmas             | vs         | Real Zaragoza          | Estadio de Gran Canaria | ≈ 24 de mayo | Por determinar |              |            |            |            |
| Málaga C. F.                 | vs         | Racing de Santander    | La Rosaleda             | ≈ 24 de mayo | Por determinar |              |            |            |            |
| F. C. Andorra                | vs         | A. D. Ceuta F. C.      | Estadio de la FAF       | ≈ 24 de mayo | Por determinar |              |            |            |            |
| Cultural y Deportiva Leonesa | vs         | Burgos C. F.           | Reino de León           | ≈ 24 de mayo | Por determinar |              |            |            |            |
| S. D. Huesca                 | vs         | C. D. Castellón        | El Alcoraz              | ≈ 24 de mayo | Por determinar |              |            |            |            |
| S. D. Eibar                  | vs         | Córdoba C. F.          | Ipurúa                  | ≈ 24 de mayo | Por determinar |              |            |            |            |
| Real Valladolid C. F.        | vs         | Deportivo de La Coruña | José Zorrilla           | ≈ 24 de mayo | Por determinar |              |            |            |            |
| C. D. Mirandés               | vs         | Granada C. F.          |                         | ≈ 24 de mayo | Por determinar |              |            |            |            |
| Sporting de Gijón            | vs         | U. D. Almería          | El Molinón              | ≈ 24 de mayo | Por determinar |              |            |            |            |

| Jornada 42             | Jornada 42 | Jornada 42                   | Jornada 42               | Jornada 42   | Jornada 42     | Jornada 42   | Jornada 42 | Jornada 42 | Jornada 42 |
| Local                  | Resultado  | Visitante                    | Estadio                  | Fecha        | Hora           | Espectadores | Árbitro    | Amonestado | Expulsado  |
| ---------------------- | ---------- | ---------------------------- | ------------------------ | ------------ | -------------- | ------------ | ---------- | ---------- | ---------- |
| C. D. Castellón        | vs         | S. D. Eibar                  | Skyfi Castalia           | ≈ 31 de mayo | Por determinar |              |            |            |            |
| Córdoba C. F.          | vs         | S. D. Huesca                 | Nuevo Arcángel           | ≈ 31 de mayo | Por determinar |              |            |            |            |
| Deportivo de La Coruña | vs         | U. D. Las Palmas             | Abanca-Riazor            | ≈ 31 de mayo | Por determinar |              |            |            |            |
| Granada C. F.          | vs         | Sporting de Gijón            | Nuevo Los Cármenes       | ≈ 31 de mayo | Por determinar |              |            |            |            |
| C. D. Leganés          | vs         | C. D. Mirandés               | Butarque                 | ≈ 31 de mayo | Por determinar |              |            |            |            |
| U. D. Almería          | vs         | Real Valladolid C. F.        | UD Almería Stadium       | ≈ 31 de mayo | Por determinar |              |            |            |            |
| A. D. Ceuta F. C.      | vs         | Albacete Balompié            | Alfonso Murube           | ≈ 31 de mayo | Por determinar |              |            |            |            |
| Racing de Santander    | vs         | Cádiz C. F.                  | El Sardinero             | ≈ 31 de mayo | Por determinar |              |            |            |            |
| Real Sociedad "B"      | vs         | Cultural y Deportiva Leonesa | Instalaciones de Zubieta | ≈ 31 de mayo | Por determinar |              |            |            |            |
| Real Zaragoza          | vs         | Málaga C. F.                 | Ibercaja Estadio         | ≈ 31 de mayo | Por determinar |              |            |            |            |
| Burgos C. F.           | vs         | F. C. Andorra                | El Plantío               | ≈ 31 de mayo | Por determinar |              |            |            |            |

Nota: La hora indicada para los partidos disputados en el Estadio de Gran Canaria corresponde al huso horario peninsular.

### Tabla de resultados cruzados
| Local \ Visitante | ALB | ALM | AND | BUR | CAD | CAS | CEU | COR | CUL | DEP | EIB | GRA | HUE | LEG | LPA | MAL | MIR | RAC | RSO | SPO | VLL | ZAR |
| ----------------- | --- | --- | --- | --- | --- | --- | --- | --- | --- | --- | --- | --- | --- | --- | --- | --- | --- | --- | --- | --- | --- | --- |
| Albacete          | —   |     |     |     |     |     |     |     |     |     |     |     |     |     |     |     |     |     |     |     |     |     |
| Almería           | 4–4 | —   |     |     |     |     |     |     |     |     |     |     |     |     |     |     |     |     |     |     |     |     |
| Andorra           |     |     | —   |     |     |     |     |     |     |     |     |     |     |     |     |     |     |     |     |     |     |     |
| Burgos            |     |     |     | —   |     |     |     |     | 5–1 |     |     |     |     |     |     |     |     |     |     |     |     |     |
| Cádiz             |     |     |     |     | —   |     |     |     |     |     |     |     |     |     |     |     | 1–0 |     |     |     |     |     |
| Castellón         |     |     |     |     |     | —   |     |     |     |     |     |     |     |     |     |     |     |     |     |     |     |     |
| Ceuta             |     |     |     |     |     |     | —   |     |     |     |     |     |     |     |     |     |     |     |     |     |     |     |
| Córdoba           |     |     |     |     |     |     |     | —   |     |     |     |     |     |     |     |     |     |     |     |     |     |     |
| Cultural          |     |     |     |     |     |     |     |     | —   |     |     |     |     |     |     |     |     |     |     |     |     |     |
| Deportivo         |     |     |     |     |     |     |     |     |     | —   |     |     |     |     |     |     |     |     |     |     |     |     |
| Eibar             |     |     |     |     |     |     |     |     |     |     | —   |     |     |     |     |     |     |     |     |     |     |     |
| Granada           |     |     |     |     |     |     |     |     |     | 1–3 |     | —   |     |     |     |     |     |     |     |     |     |     |
| Huesca            |     |     |     |     |     |     |     |     |     |     |     |     | —   | 1–1 |     |     |     |     |     |     |     |     |
| Leganés           |     |     |     |     |     |     |     |     |     |     |     |     |     | —   |     |     |     |     |     |     |     |     |
| Las Palmas        |     |     | 1–1 |     |     |     |     |     |     |     |     |     |     |     | —   |     |     |     |     |     |     |     |
| Málaga            |     |     |     |     |     |     |     |     |     |     | 1–1 |     |     |     |     | —   |     |     |     |     |     |     |
| Mirandés          |     |     |     |     |     |     |     |     |     |     |     |     |     |     |     |     | —   |     |     |     |     |     |
| Racing            |     |     |     |     |     | 3–1 |     |     |     |     |     |     |     |     |     |     |     | —   |     |     |     |     |
| Real "B"          |     |     |     |     |     |     |     |     |     |     |     |     |     |     |     |     |     |     | —   |     |     | 1–0 |
| Sporting          |     |     |     |     |     |     |     | 2–1 |     |     |     |     |     |     |     |     |     |     |     | —   |     |     |
| Valladolid        |     |     |     |     |     |     | 3–0 |     |     |     |     |     |     |     |     |     |     |     |     |     | —   |     |
| Zaragoza          |     |     |     |     |     |     |     |     |     |     |     |     |     |     |     |     |     |     |     |     |     | —   |

## Promoción de ascenso a Primera División

### Clasificados
- (3.º)
- (4.º)
- (5.º)
- (6.º)

### Cuadro
|  | Semifinales   | Semifinales   | Semifinales   | Semifinales   |  |  | Final         | Final         | Final         | Final         |  |
|  | junio de 2026 | junio de 2026 | junio de 2026 | junio de 2026 |  |  | junio de 2026 | junio de 2026 | junio de 2026 | junio de 2026 |  |
|  |               |               |               |               |  |  |               |               |               |               |  |
|  |               |               |               |               |  |  |               |               |               |               |  |
|  | 6.º           |               |               |               |  |  |               |               |               |               |  |
|  |               |               |               |               |  |  |               |               |               |               |  |
|  | 3.º           |               |               |               |  |  |               |               |               |               |  |
|  |               | Bandera de ?  |               |               |  |  |               |               |               |               |  |
|  |               |               |               |               |  |  |               |               |               |               |  |
|  |               |               | Bandera de ?  |               |  |  |               |               |               |               |  |
|  | 5.º           |               |               |               |  |  |               |               |               |               |  |
|  |               |               |               |               |  |  |               |               |               |               |  |
|  | 4.º           |               |               |               |  |  |               |               |               |               |  |
|  |               |               |               |               |  |  |               |               |               |               |  |
|  |               |               |               |               |  |  |               |               |               |               |  |

### Semifinales

#### 6.º vs. 3.º
| Ida; junio de 2026; -:- |  | vs. |  |  |  |

| Vuelta; junio de 2026; -:- |  | vs. |  |  |  |

| Pasa a la final |

#### 5.º vs. 4.º
| Ida; junio de 2026; -:- |  | vs. |  |  |  |

| Vuelta; junio de 2026; -:- |  | vs. |  |  |  |

| Pasa a la final |

### Final
| Ida; junio de 2026; -:- |  | vs. |  |  |  |

| Vuelta; junio de 2026; -:- |  | vs. |  |  |  |

| Asciende a Primera División |

## Datos y estadísticas

### Máximos goleadores
Al finalizar la temporada, el máximo goleador de la competición recibe el Trofeo Pichichi y el máximo goleador español recibe el Trofeo Zarra.
| Pos. | Jugador               | Equipo                 | Goles | Part. | Prom. |
| ---- | --------------------- | ---------------------- | ----- | ----- | ----- |
| 1    | Curro Sánchez         | Burgos                 | 2     | 1     | 2     |
| 2    | Agus Medina           | Albacete               | 2     | 1     | 2     |
| 3    | Andrés Martín         | Racing de Santander    | 2     | 1     | 2     |
| 4    | Amath Ndiaye          | Real Valladolid        | 2     | 1     | 2     |
| 5    | Mateo Mejía           | Burgos                 | 1     | 1     | 1     |
| 6    | Dani Ojeda            | Huesca                 | 1     | 1     | 1     |
| 7    | Dani Escriche         | Albacete               | 1     | 1     | 1     |
| 8    | Zakaria Eddahchouri   | Deportivo de La Coruña | 1     | 1     | 1     |
| 9    | Adrián Embarba        | Almería                | 1     | 1     | 1     |
| 10   | Antonio Puertas       | Albacete               | 1     | 1     | 1     |
| 11   | Miguel de la Fuente   | Leganés                | 1     | 1     | 1     |
| 12   | Ousmane Camara        | Castellón              | 1     | 1     | 1     |
| 13   | Javi Martón           | Eibar                  | 1     | 1     | 1     |
| 14   | Álvaro García Pascual | Cádiz                  | 1     | 1     | 1     |
| 15   | Fer Niño              | Burgos                 | 1     | 1     | 1     |

Fuente: BeSoccer. Actualizado al último partido de la jornada 1 disputado el 18 de agosto de 2025.

### Máximos asistentes
La siguiente tabla muestra el ranking de máximos asistentes de la competición:
| Pos. | Jugador             | Equipo                 | Asist. | Part. | Prom. |
| ---- | ------------------- | ---------------------- | ------ | ----- | ----- |
| 1    | Jon Morcillo        | Albacete               | 2      | 1     | 2     |
| 2    | Juan Otero          | Sporting de Gijón      | 2      | 1     | 2     |
| 3    | Iñigo Vicente       | Racing de Santander    | 2      | 1     | 2     |
| 4    | Arnau Puigmal       | Almería                | 1      | 1     | 1     |
| 5    | Iván Chapela        | Burgos                 | 1      | 1     | 1     |
| 6    | Álvaro Carrillo     | Huesca                 | 1      | 1     | 1     |
| 7    | Luismi Cruz         | Deportivo de La Coruña | 1      | 1     | 1     |
| 8    | Zakaria Eddahchouri | Deportivo de La Coruña | 1      | 1     | 1     |
| 9    | Adrián Embarba      | Almería                | 1      | 1     | 1     |
| 10   | Antonio Puertas     | Albacete               | 1      | 1     | 1     |
| 11   | Sergio Rodelas      | Granada                | 1      | 1     | 1     |
| 12   | Stipe Biuk          | Real Valladolid        | 1      | 1     | 1     |
| 13   | Aleix Garrido       | Eibar                  | 1      | 1     | 1     |
| 14   | Manu Fuster         | Las Palmas             | 1      | 1     | 1     |
| 15   | Diego García        | Leganés                | 1      | 1     | 1     |

Fuente: BeSoccer. Actualizado al último partido de la jornada 1 disputado el 18 de agosto de 2025.

### Tripletes o más
A continuación se detallan los tripletes conseguidos a lo largo de la temporada.
| N.º | Fecha | Jugador | Goles | Local |  | Resultado |  | Visitante | Rep. |
| --- | ----- | ------- | ----- | ----- |  | --------- |  | --------- | ---- |

### Autogoles
A continuación se detallan los autogoles marcados a lo largo de la temporada.
| N.º | Fecha      | Jugador       | Minuto     | Local            |                            | Resultado |                            | Visitante                    | Rep.      |
| --- | ---------- | ------------- | ---------- | ---------------- | -------------------------- | --------- | -------------------------- | ---------------------------- | --------- |
| 1   | 15/08/2025 | Aitor Córdoba | 3 - 1, 50' | Burgos C. F.     | Bandera de Castilla y León | 5 – 1     | Bandera de Castilla y León | Cultural y Deportiva Leonesa | Jornada 1 |
| 2   | 17/08/2025 | Sergio Barcia | 1 - 1, 77' | U. D. Las Palmas | Bandera de Canarias        | 1 – 1     | Bandera de Andorra         | F. C. Andorra                | Jornada 1 |

### Récords
| Récords de jugadores       | Récords de jugadores | Récords de jugadores  | Récords de jugadores | Récords de jugadores       | Récords de jugadores | Récords de jugadores          | Récords de jugadores         | Récords de jugadores |
| Récord                     | Fecha                | Jugador               | Local                |                            | Resultado            |                               | Visitante                    | Rep.                 |
| -------------------------- | -------------------- | --------------------- | -------------------- | -------------------------- | -------------------- | ----------------------------- | ---------------------------- | -------------------- |
| Primer gol de la temporada | 15/08/2025           | Curro Sánchez         | Burgos C. F.         | Bandera de Castilla y León | 5 – 1                | Bandera de Castilla y León    | Cultural y Deportiva Leonesa | Jornada 1            |
| Gol anotado más pronto     | 18/08/2025           | Agus Medina (0:40)    | U. D. Almería        | Bandera de Andalucía       | 4 – 4                | Bandera de Castilla-La Mancha | Albacete Balompié            | Jornada 1            |
| Gol anotado más tarde      | 18/08/2025           | Léo Baptistão (99:28) | U. D. Almería        | Bandera de Andalucía       | 4 – 4                | Bandera de Castilla-La Mancha | Albacete Balompié            | Jornada 1            |

| Récords de equipos          | Récords de equipos | Récords de equipos     | Récords de equipos | Récords de equipos         | Récords de equipos | Récords de equipos                | Récords de equipos           | Récords de equipos |
| Récord                      | Fecha              | Equipo/s               | Local              |                            | Resultado          |                                   | Visitante                    | Rep.               |
| --------------------------- | ------------------ | ---------------------- | ------------------ | -------------------------- | ------------------ | --------------------------------- | ---------------------------- | ------------------ |
| Más goles en un partido     | 18/08/2025         | Almería y Albacete (8) | U. D. Almería      | Bandera de Andalucía       | 4 – 4              | Bandera de Castilla-La Mancha     | Albacete Balompié            | Jornada 1          |
| Más público en un partido   | 18/08/2025         | Sporting (24 896)      | Sporting de Gijón  | Bandera de Asturias        | 2 – 1              | Bandera de Andalucía              | Córdoba C. F.                | Jornada 1          |
| Menos público en un partido | 17/08/2025         | Huesca (5568)          | S. D. Huesca       | Bandera de Aragón          | 1 – 1              | Bandera de la Comunidad de Madrid | C. D. Leganés                | Jornada 1          |
| Mayor victoria local        | 15/08/2025         | Burgos (+4)            | Burgos C. F.       | Bandera de Castilla y León | 5 – 1              | Bandera de Castilla y León        | Cultural y Deportiva Leonesa | Jornada 1          |
| Mayor victoria visitante    | 16/08/2025         | Deportivo (+2)         | Granada C. F.      | Bandera de Andalucía       | 1 – 3              | Bandera de Galicia                | Deportivo de La Coruña       | Jornada 1          |

## Premios

### Premios mensuales
LALIGA entregará el premio al mejor jugador de la categoría de forma mensual a jugadores seleccionados a través de una votación:
| Mejor jugador del mes | Mejor jugador del mes | Mejor jugador del mes | Mejor jugador del mes | Mejor jugador del mes |
| --------------------- | --------------------- | --------------------- | --------------------- | --------------------- |

## Fichajes

### Fichajes más caros del mercado de verano
| Jugador            | Club de destino        | Club de origen     | Precio (€)  | Ref.   |
| ------------------ | ---------------------- | ------------------ | ----------- | ------ |
| Federico Bonini    | Almería                | Catanzaro          | 3 000 000 € | [ 43 ] |
| César Gelabert     | Sporting de Gijón      | Toulouse           | 2 000 000 € | [ 44 ] |
| Daijiro Chirino    | Almería                | Castellón          | 2 000 000 € | [ 45 ] |
| Jonathan Dubasin   | Sporting de Gijón      | Basilea            | 1 500 000 € | [ 46 ] |
| Benjamin Pauwels   | Leganés                | Cambuur            | 1 300 000 € | [ 47 ] |
| Fabrizio Brignani  | Castellón              | Atlético de Madrid | 1 100 000 € | [ 48 ] |
| Luismi Cruz        | Deportivo de La Coruña | Mantova            | 1 000 000 € | [ 49 ] |
| Marvel             | Leganés                | Real Madrid        | 800 000 €   | [ 50 ] |
| Cristian Gutiérrez | Las Palmas             | Eibar              | 800 000 €   | [ 51 ] |
| Yussi Diarra       | Cádiz                  | Tenerife           | 700 000 €   | [ 52 ] |

| Fuente: Transfermarkt . |

### Fichajes más caros del mercado de invierno
| Jugador | Club de destino | Club de origen | Precio (€) | Ref. |
| ------- | --------------- | -------------- | ---------- | ---- |